# Gare de Paris-Montparnasse
Pour les articles homonymes, voir Montparnasse.
La gare de Paris-Montparnasse, dite aussi gare Montparnasse, anciennement appelée gare de l'Ouest, est l'une des six grandes gares ferroviaires terminus parisiennes. Elle est située à Montparnasse, sur la rive gauche de la Seine, à cheval sur les 14e et 15e arrondissements (respectivement dans les quartiers Plaisance et Necker).
Le premier débarcadère est mis en service en 1840, et le premier bâtiment important est ouvert en 1859. Plus tard, elle devient la grande gare de la compagnie des chemins de fer de l'Ouest, puis de l'Administration des chemins de fer de l'État, avant d'intégrer en 1938 le nouveau réseau de la Société nationale des chemins de fer français (SNCF).
C'est une gare de grandes lignes, terminus nord de la LGV Atlantique, permettant d'assurer des relations en TGV vers des destinations du Grand Ouest et, depuis la mise en service de la LGV précitée en 1990, du Centre-Val de Loire et du Grand Sud-Ouest de la France (en récupérant une partie du trafic de la gare d'Austerlitz). C'est également une gare régionale, avec des relations TER Normandie et TER Centre-Val de Loire, ainsi que la ligne N du Transilien.

## Situation ferroviaire
Établie à 63 mètres d'altitude, la gare de Paris-Montparnasse est l'origine de la ligne de Paris-Montparnasse à Brest, mais son kilomètre zéro est fixé à l'emplacement de l'ancienne gare Montparnasse. La gare actuelle (ancienne gare du Maine) est située au point kilométrique (PK) 0,450, et la gare Vaugirard est située au PK 0,821. La première gare ouverte après Paris-Montparnasse est la gare de Vanves - Malakoff, précédée par la gare aujourd'hui fermée de Ouest-Ceinture.
Elle est également la tête de ligne de la LGV Atlantique.

## Histoire
Historiquement, la gare Montparnasse est, selon les sources, l'unique gare parisienne à avoir changé plusieurs fois de place,, ou la seule gare de Paris à avoir été reconstruite au XXe siècle.

### Première gare

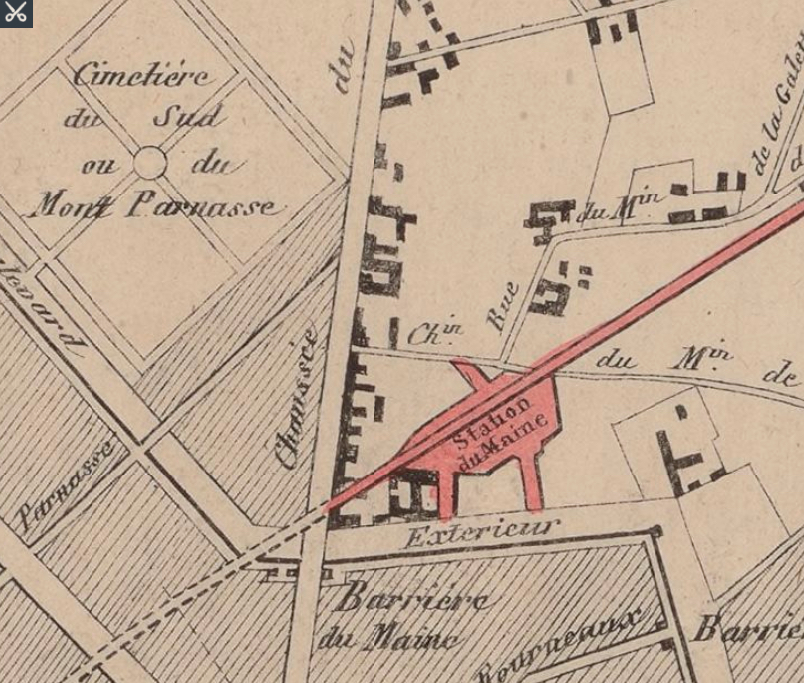
Station du Maine, en 1838.

La loi du 9 juillet 1836 autorisant l'établissement d'un chemin de fer de Paris à Versailles (rive gauche), en concurrence avec un chemin de fer de Paris à Versailles (rive droite), débouche le 26 avril 1837 sur l'adjudication d'une concession de 99 ans de ce chemin de fer, approuvée par l'ordonnance royale du 24 mai 1837 sous le règne de Louis-Philippe Ier, aux financiers B.L. Fould, Fould-Oppenheim et Léo. La compagnie de chemin de fer de Paris à Versailles Rive gauche est alors fondée par l’ordonnance royale du 25 août 1837 avec comme cahier des charges la réalisation et l'exploitation du chemin de fer de Paris à Versailles par la rive gauche, tout en précisant que « Le chemin de fer partira du côté occidental de la rue d'Assas, traversera la rue de Vaugirard, sur une arcade ; il sortira de Paris près de la barrière du Maine… ».
La compagnie, rapidement en proie à des difficultés financières, n'est plus en mesure de réaliser les travaux dans le délai imparti de trois ans, obligeant une intervention de l'État. Ce dernier, par la loi du 1er août 1839, consent un prêt de cinq millions de francs, et l'implantation du terminus parisien de la ligne à la barrière du Maine à l'extérieur du mur des Fermiers généraux, alors sur le territoire de l'ancienne commune de Vaugirard (aujourd'hui, angle sud-ouest de l'intersection du boulevard de Vaugirard et de l'avenue du Maine, ou place Raoul-Dautry),. Cet emplacement offre alors l'avantage de procurer de « vastes surfaces planes à un prix abordable » tout en étant au plus près de Paris, bien que la compagnie n'ait acquis que les terrains nécessaires à l’établissement de deux voies au croisement de l'avenue du Maine, lequel est à sept mètres au-dessus de la chaussée. Les travaux de la ligne sont réalisés sous la direction d'Émile Auguste Payen et d'Auguste Perdonnet.

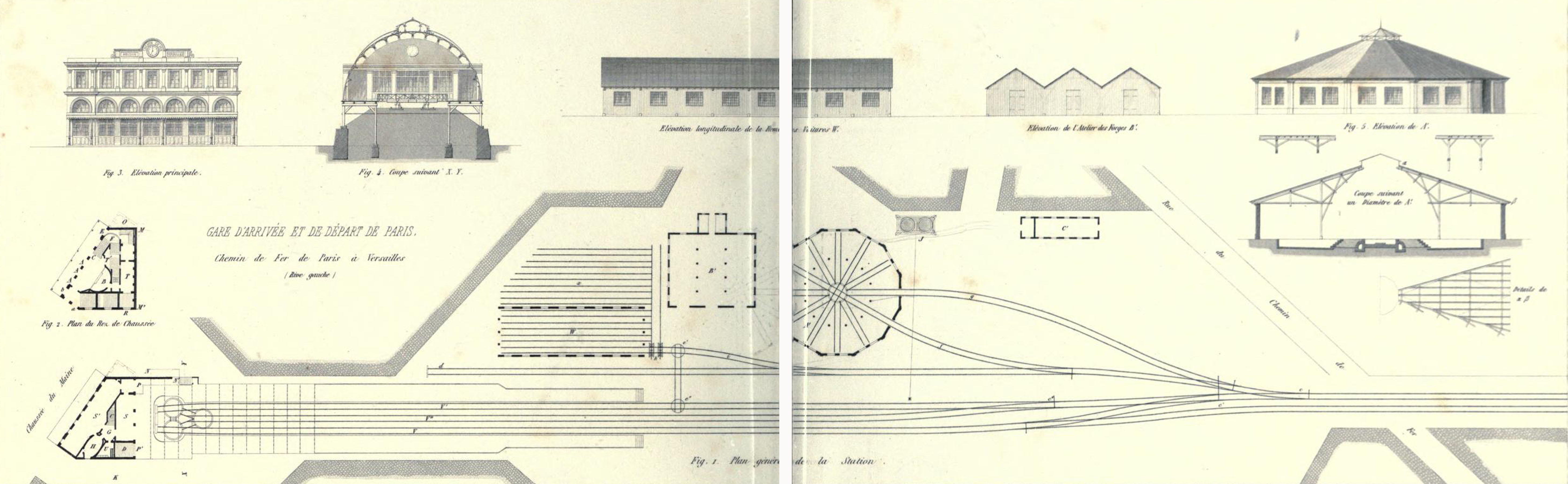
Plan et élévation de l'embarcadère du Maine, en 1840.

L'« embarcadère de la barrière du Maine » est mis en service le 10 septembre 1840 par la compagnie. Lorsqu'elle ouvre sa ligne, sous la responsabilité de Jules Petiet, le bâtiment voyageurs, œuvre de l’architecte Louis Visconti, dispose d'une halle métallique de 50 mètres de long, réalisée par M. Fauconnier, serrurier en bâtiment ; cette halle protège deux voies longeant un quai alors long de 155 mètres, encadrant une voie de service pour les manœuvres.
À l'horaire de 1844, le service Paris-Versailles (rive gauche) est constitué d'un train toutes les heures de 8 h à 22 h, avec, les dimanches et fêtes, des trains supplémentaires accomplissant le trajet en 20 à 25 min pour les trains directs ou en 35 min pour les trains omnibus. Le nombre annuel de voyageurs est alors de 490 000 (contre 785 000 depuis Saint-Lazare). En 1848, les trains de la rive gauche transportent 800 000 voyageurs (contre 1 400 000 pour ceux de la rive droite).
Les deux compagnies exploitant les chemins de fer de Paris à Versailles-Rive-Gauche et de Paris à Versailles-Rive-Droite restent dans une situation financière précaire, et l’État, cherchant une concession unique pour la ligne de Paris à Chartres et Rennes, encourage une fusion des deux compagnies dès 1845. Par ailleurs, la ville de Paris milite pour un terminus de la ligne de Chartres et Rennes implanté sur la rive sud de la Seine, afin de développer ce secteur de la ville ; mais, l’embarcadère du Maine, situé hors des murs de Paris, est aussi considéré comme trop excentré. Le cahier des charges de la future concession, intégrant ces données, prévoit une nouvelle gare voyageurs intra-muros à au moins 700 mètres à l’intérieur du boulevard du Montparnasse (dans un triangle formé aujourd'hui par la rue du Four, la rue d'Assas et le jardin du Luxembourg), la gare marchandises restant à Vaugirard, comme fixé par la loi du 21 juin 1846. Le 13 décembre 1847, l’assemblée d'actionnaires de la compagnie de la rive gauche refuse de ratifier la convention passée entre les administrateurs des deux compagnies et l'État. Aux termes de l'article 5 de la loi de 1846, une procédure d'adjudication aurait pu être lancée, mais celle-ci est ajournée en raison du krach de 1847, et le gouvernement préfère inviter les deux compagnies à formuler de nouvelles propositions,.

### Deuxième gare

#### Évolutions 1848-1863
La révolution de 1848 change le cours des choses. Trois jours après sa prise de fonction, le gouvernement provisoire, par décret du 27 février 1848, lance les travaux de construction d'« une gare de chemin de fer de l'Ouest », sise entre le boulevard du Montparnasse et le mur des Fermiers généraux, et rapidement appelée gare du Mont-Parnasse. Alors que le gouvernement de 1848 cherche toujours une fusion des deux compagnies qui sont sérieusement divisées, celui de 1849 devient plus assertif, avec une loi du 21 avril 1849 autorisant l’État à racheter la compagnie de la rive gauche ; les actionnaires refusent l'offre. C'est dans ces circonstances que des financiers britanniques, représentés par M. Stokes, se proposent de reprendre l'entretien et l'exploitation des deux chemins de fer de Versailles en addition de la concession du Versailles à Chartres, alors exploitée par l'État, puis celle de Versailles à Rennes. Cela est validé par la loi du 13 mai 1851 qui donne naissance à la Compagnie des chemins de fer de l'Ouest, laquelle convient de poursuivre les travaux sur la nouvelle gare.
L'extension de la voie ferrée depuis la barrière du Maine jusqu'au nouveau site nécessite la construction d'un viaduc, dit Viaduc du Maine (car enjambant la chaussée éponyme), par l'ingénieur Alphonse Baude. Ces travaux nécessitent la démolition du bâtiment voyageurs de 1840 ; un autre bâtiment latéral provisoire est construit sur le côté nord-ouest (boulevard de Vaugirard). Cette nouvelle gare, mise en service en juillet 1852, est une œuvre de style néo-classique due à l'architecte Victor Lenoir et à l’ingénieur Alphonse Baude (le rôle de l'ingénieur Eugène Flachat, parfois cité, reste incertain le mentionne comme co-concepteur de la gare. Par ailleurs, cela n'est pas supporté par les sources premières ou contemporaines de la construction de la gare, qui ne mentionnent que MM. Lenoir et Baude,. C'est notamment le cas d'ouvrages ayant publié les plans de la halle métallique en 1852, et l'attribuant exclusivement à M. Lenoir,, ou d'un ouvrage de M. Deharme, qui attribue la conception du monte-charge de la gare Montparnasse à M. Baude, et celui de la gare Saint-Lazare à M. Flachat. La notice sur Eugène Flachat ne le mentionne pas non plus comme co-concepteur de la gare Montparnasse). Sa construction a nécessité d'importants travaux de remblaiement de carrières souterraines. En 1854, elle accueille 1 400 000 voyageurs, dont 80 % sur des trajets de banlieue (distance inférieure à 35 km de Paris).
À l'origine, la Bretagne aurait dû être desservie de manière équitable depuis Montparnasse et Saint-Lazare suivant le cahier des charges approuvé par la loi du 21 juin 1846 et repris dans la concession à la compagnie de l'Ouest en 1851. Par ailleurs, la fusion opérée entre les compagnies desservant le Nord-Ouest de la France depuis Saint-Lazare et celle de l'Ouest, selon une convention approuvée par décret impérial du 7 avril 1855, rendit caduque cette condition, et la Bretagne est depuis desservie exclusivement depuis Montparnasse (à l'exception de quelque trains partant de la gare des Invalides entre 1902 et 1937). Le service entre Paris et Versailles-Rive-Gauche est, lui, assuré en 35 min avec un train par heure de 8 h à 23 h en service régulier, et transporte 1 700 000 voyageurs en 1859. À l'horaire d'hiver de 1862-63, six trains réguliers par sens desservent l'Ouest de la France depuis Montparnasse, dont quatre jusqu'au Mans, où ces derniers sont composés/décomposés pour la desserte de la branche d’Alençon et au-delà Caen, puis Rennes, dont un express mettant Rennes à huit heures et demie de Paris et qui continue jusqu'à Lorient par Redon en six heures additionnelles.

#### Évolutions 1863-1898
Le bâtiment, qui sera endommagé par la Commune, est fortement modifié au début des années 1860, suivant un décret du 23 décembre 1863, la halle et les pavillons latéraux sont agrandis. Sont aussi ajoutés des escaliers et rampes d’accès depuis la place de Rennes (aujourd'hui place du 18-Juin-1940) vers des cours supérieures agrandies (les grands escaliers intérieurs sont alors supprimés), ; la rue du Départ et la rue de l'Arrivée sont aussi élargies, respectivement de 10 à 12 m et de 15 à 20 m ; la gare accueille alors 3 700 000 voyageurs en 1884, puis 4 millions en 1885, et offre un train par heure vers Versailles-Rive-Gauche, de 7 h 5 à 24 h 5 en service régulier, et neuf départ journaliers vers la gare de Versailles-Chantiers pour ce qui concerne la banlieue en 1895.
À la suite du rachat de lignes en faillite en 1878, l’État s’est trouvé à la tête d'un réseau décousu sans tête de ligne à Paris. Le 17 juillet 1883 est conclue une convention approuvée par une loi le 20 novembre suivant, permettant la rationalisation des lignes des chemins de fer de l'Ouest et de l'État, laquelle prévoit pour l'État l’accès à la ligne Paris – Chartres (sans pour autant pouvoir offrir de services commerciaux sur cette section), moyennant un péage équivalant à 60 % de la recette brute réalisée sur cette section, ainsi que l'usage à titre gracieux de la gare Montparnasse. Au gré des ouvertures de ligne, Montparnasse devient alors la tête de ligne pour les trains Paris – Nantes par Segré et Paris – Bordeaux.
Un accident, le 22 octobre 1895, fait traverser la façade par une locomotive à vapeur d'un train Granville-Paris, dont le freinage à main (freins à air comprimé de la société Westinghouse) était défectueux. La photo prise après l'accident montre que la machine est presque à la verticale, l'avant s'étant écrasé au milieu des débris, son tender s'appuyant contre le bâtiment, et l'on distingue, au premier étage de celui-ci et à plusieurs mètres de hauteur, l'avant du fourgon de tête du convoi par le trou béant créé dans la façade.
En octobre 1896, à l'occasion de leur visite en France, le tsar de Russie Nicolas II et son épouse Alexandra passent par la gare Montparnasse, avant de gagner la gare de Passy-la-Muette (16e arrondissement), via la ligne de Petite Ceinture,.

La gare après les travaux de 1863
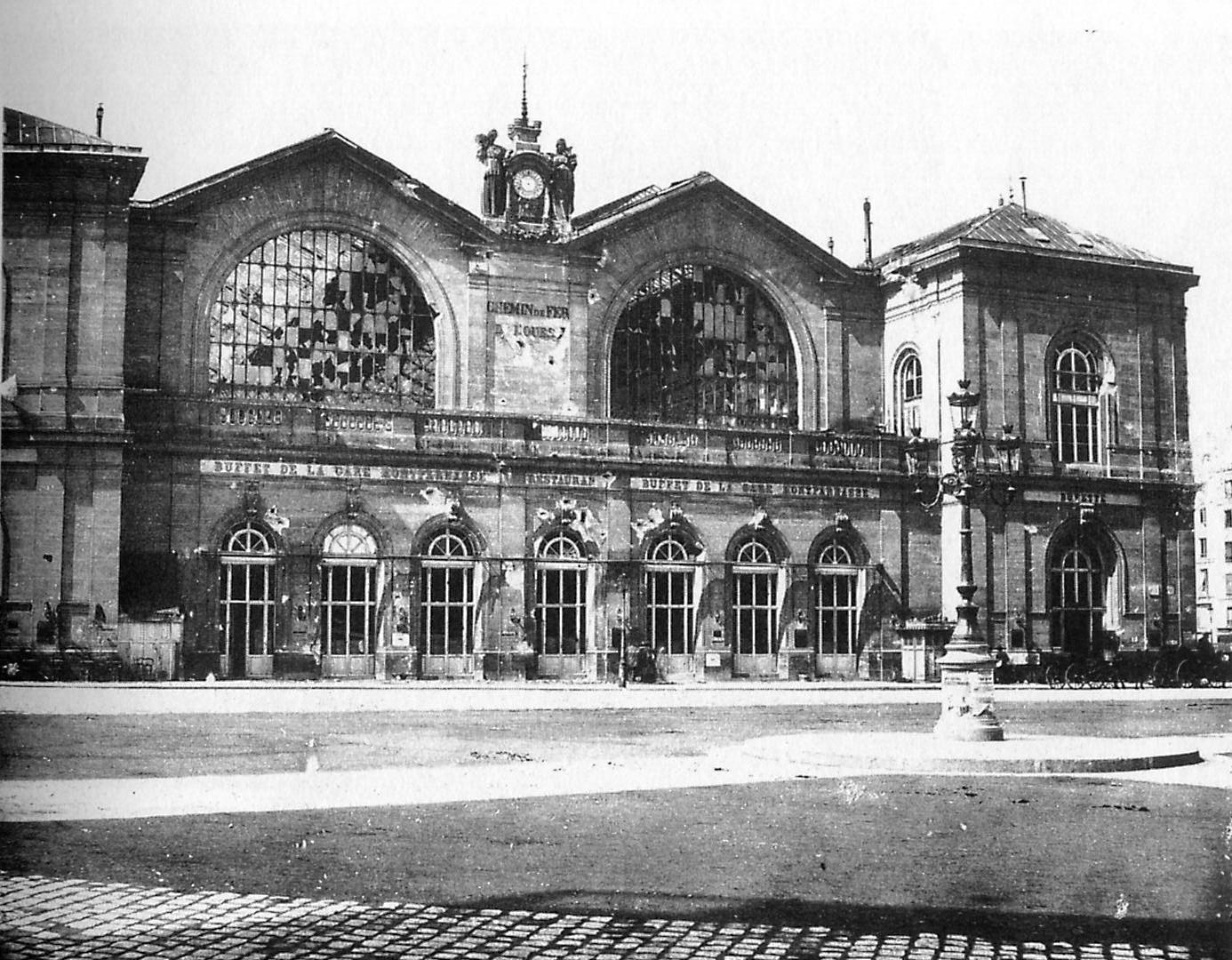
En 1871 par Charles Marville.
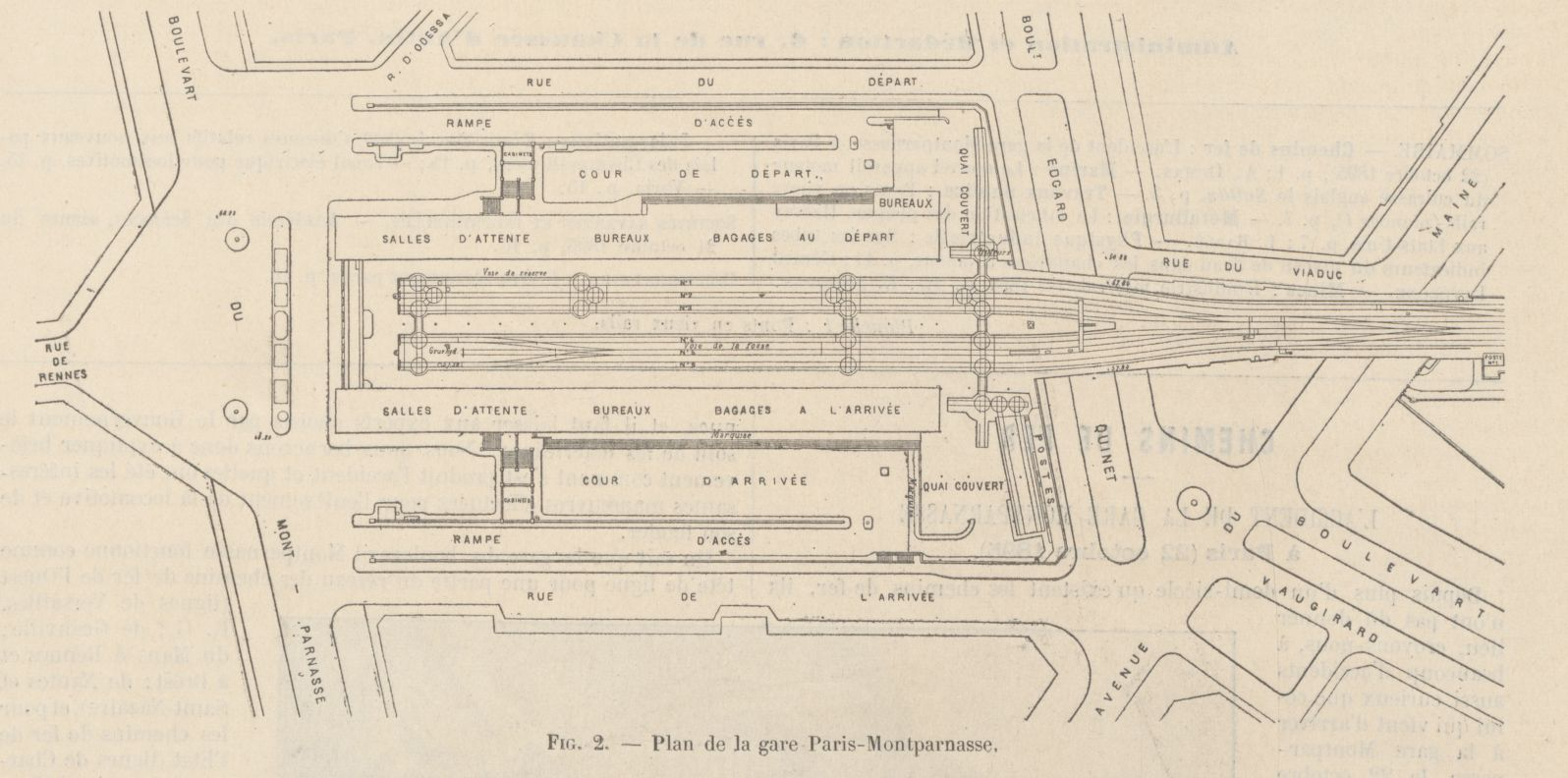
Plan de la gare en 1895[50].
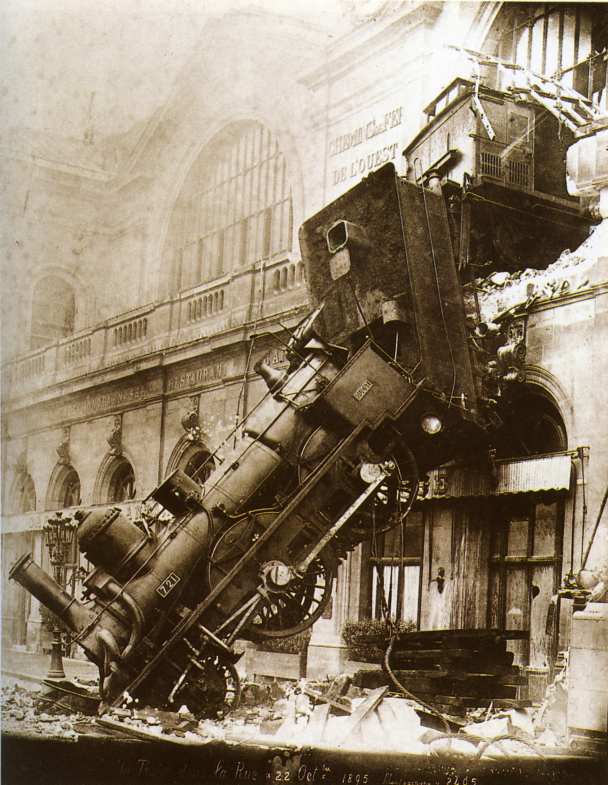
Accident de 1895.

#### Évolutions 1898-1926
Pour l'occasion de l'Exposition universelle de 1900, et par décret du 3 juin 1898, les cours supérieures et rampes d’accès sont inversées (accès depuis le boulevard Edgar-Quinet), et quatre voies à quai sont ajoutées selon des plans de M. Bossu, lesquels prévoient aussi un parking pour les automobiles et les bicyclettes sous la cour de départ, l'installation du chauffage dans certaines salles d'attente et l’éclairage électrique. Les travaux incluent aussi le quadruplement de la voie entre Paris et Clamart et la suppression des passages à niveaux dans Paris, ce qui implique l’abaissement jusqu’à 1 mètre de la plateforme de la voie. À cette occasion, le viaduc du Maine est considérablement modifié avec l’adjonction de tabliers métalliques, ce qui nécessite la démolition de la gare provisoire de 1848, alors transformée en bureaux. La gare accueille 6 500 000 voyageurs en 1898.

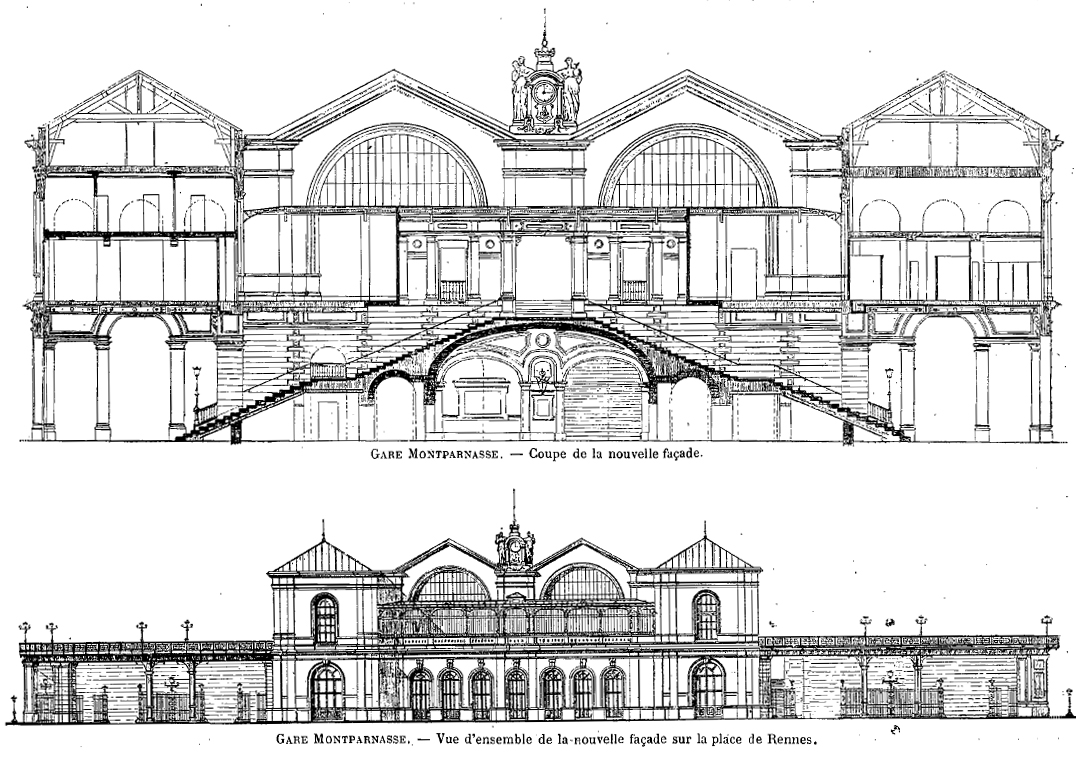
Élévation de la gare en suivant les plans de 1898.

Les travaux commencés en 1898 ne sont pas prêts pour l'Exposition universelle de 1900 ; les voies de départ ne sont mises en service que le 15 juillet 1900 et les travaux sur la voie sont interrompus pendant la durée de l'exposition. Les voies additionnelles jusqu'à Clamart sont ouvertes au trafic marchandises en 1901 et, après l'installation en 1902 d'un système hydraulique, dit « système Bianchi-Servettaz », de commande des signaux et des aiguilles, elles sont ouvertes au service voyageurs le 25 octobre 1903, ce qui marque aussi l'introduction d'une desserte par zone, avec un service de petite banlieue jusqu'à Clamart, tandis que certains trains entre Paris et Versailles-Rive-Gauche deviennent directs jusqu'à Clamart puis desservent toutes les gares au-delà. La ligne Paris-Chartres est alors la plus chargée des radiales pénétrant Paris en 1906.
En 1912, les locomotives 230-619 tractent des trains vers Angers et Brest, et les locomotives 230-781 ou 230-801 des trains vers Brest, tandis que les locomotives 231-011 assurent les services vers Brest, Quimper, Angers et Saint-Malo.

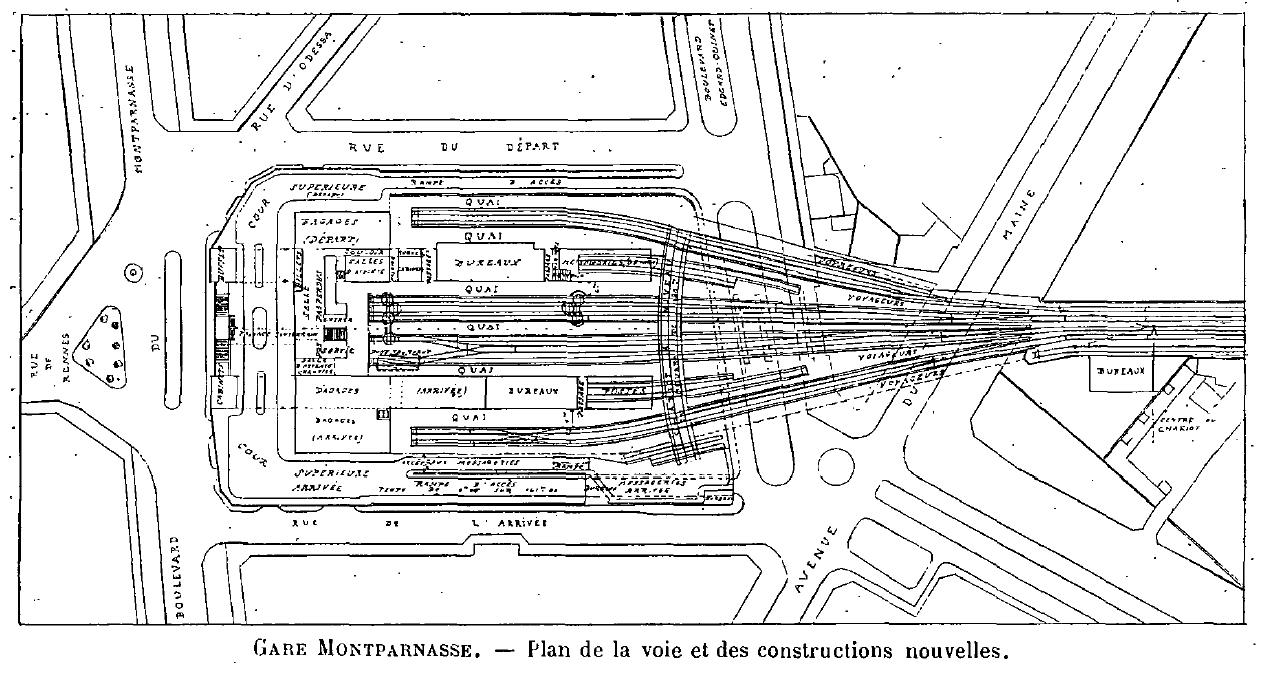
Plan de la gare, après les modifications de 1898.

Malgré les travaux d'agrandissement de la gare Montparnasse en 1898, sa capacité d’accueil reste grevée par la capacité de la ligne Paris – Chartres qui, avec 141 trains réguliers et 70 trains facultatifs en 1901, devenait la radiale ferroviaire parisienne la plus chargée. Si le quadruplement des voies entre Paris et Clamart et la construction d'un saut-de-mouton à la bifurcation de Viroflay en 1901 permettent d'augmenter la capacité de cette ligne, le quadruplement des voies sur le viaduc de Val-Fleury à Meudon est jugé alors irréaliste.
Pour y remédier, la compagnie de l'Ouest ouvre la section d'Issy-les-Moulineaux à Meudon-Val-Fleury, approuvée par une loi du 14 juin 1897, permettant de relier la ligne de Versailles à celle des Moulineaux desservie par la gare des Invalides, où la compagnie prévoit de reporter une partie de ses services vers la Bretagne et la Normandie, en addition au service de banlieue vers Versailles.
Dans le même temps, l'État, cherchant à s'affranchir des clauses de la convention de 1883, lance le projet de la ligne de Paris à Chartres par Gallardon, déclaré d'utilité publique par une loi du 21 juillet 1903. Le raccordement avec la ligne de Montparnasse est réalisé à Vanves-Malakoff, afin de bénéficier de la section mise à quatre voies entre Clamart et la gare Montparnasse en 1898 – 1903.

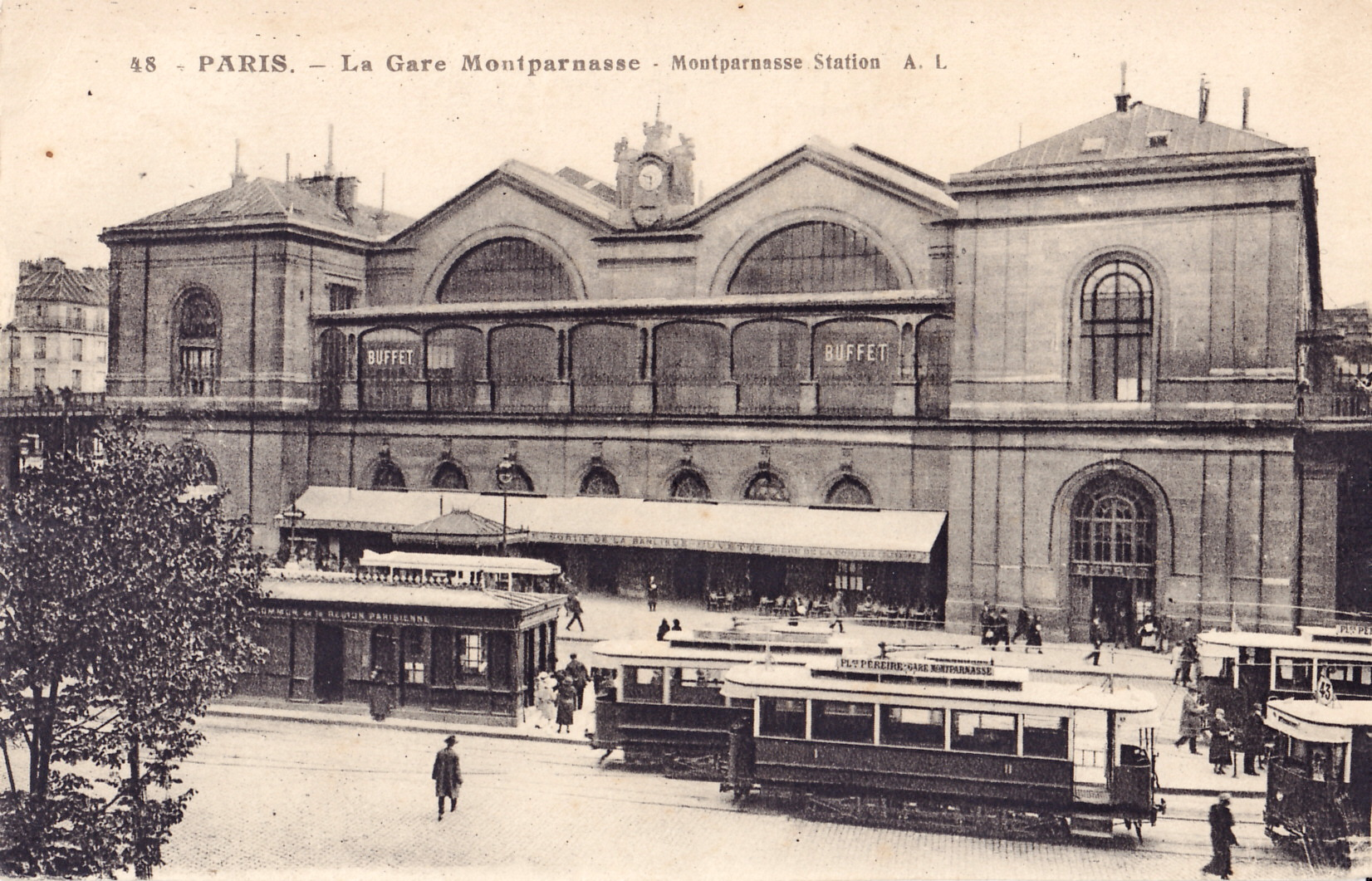
La gare, dans les années 1920, est un important terminus des tramways de la STCRP. Au premier plan, un « 92 » pour la place Pereire.

Le rachat par l'État de la compagnie de l'Ouest en 1909 laisse sans suite le développement des grandes lignes depuis la gare des Invalides. Dès 1910, les extensions des gares Montparnasse et Vaugirard (marchandises) deviennent alors à l'ordre du jour. Pour permettre de mener à bien cette entreprise, il est prévu de transférer le dépôt de Vaugirard, abritant alors 69 machines, vers le dépôt de Châtillon-Montrouge (originellement prévu pour la ligne de l’État) à l'horizon 1916. L'électrification de la ligne de Montparnasse à la gare de Versailles-Chantiers est aussi considérée. La Première Guerre mondiale contrariera ces projets.

#### Évolutions 1926-1960

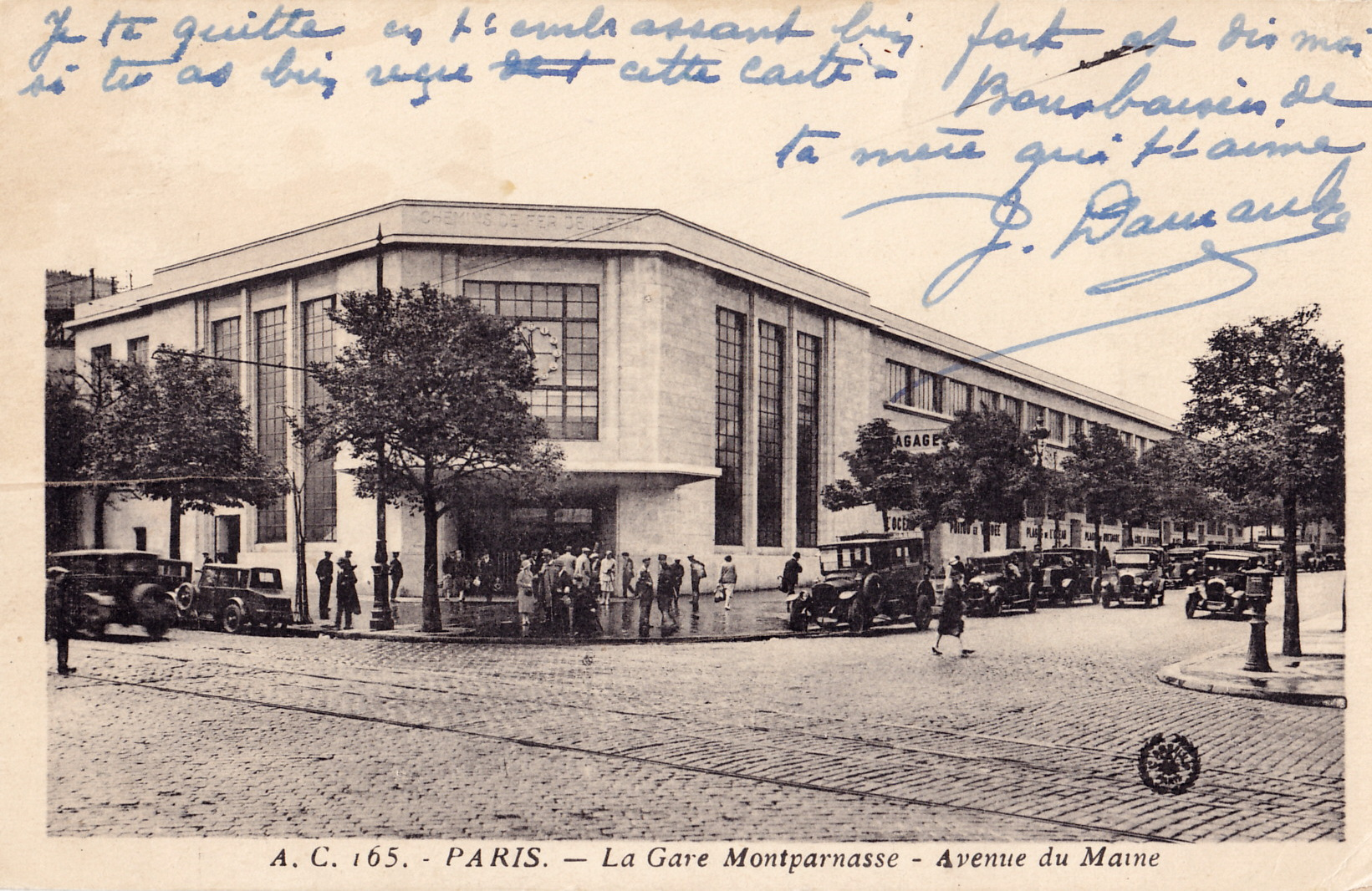
La gare du Maine, peu après son inauguration en 1929.

Une avant-gare d’arrivée provisoire avec six voies, desservies par trois quais pour les voyageurs, longs de 295 m, 330 m et 380 m, et de deux voies à quai pour les messageries, est néanmoins ouverte durant l’été 1926,. À cette occasion le dépôt de Vaugirard est déménagé à Châtillon-Montrouge, et deux voies auxiliaires sont ajoutées depuis Montparnasse jusqu’à la bifurcation de Vanves-Malakoff (portant le total alors à six voies) où un saut de mouton permet l’accès audit dépôt. Cette gare annexe reçoit un bâtiment voyageurs de style Art déco, œuvre de l'architecte Henri Pacon, sur la place Bienvenüe, en 1929 (encore dénommée place du Maine, jusqu'en 1933).

Mouvements de voyageurs dans les gares de Paris-Montparnasse et de Paris-Saint-Lazare, dans les années 1920.

Par ailleurs, les années 1920 voient l'explosion du trafic, notamment de banlieue, depuis Saint-Lazare. Considérant les possibilités d'expansion à Saint-Lazare comme limitées, l’idée est de regrouper l'essentiel du trafic de grandes lignes dépendant de l'État dans une nouvelle gare Montparnasse : le projet exposé en 1930 par Raoul Dautry, alors directeur des chemins de fer de l'État, consiste en une gare sur deux niveaux, avec 20 voies à quais de 300 m de long en surface pour les grandes lignes, et six voies à quais de 300 m souterrains et électrifiées pour la banlieue, à construire sur le site de l'actuelle gare Montparnasse. Il est dès lors prévu de démolir l'ancienne gare et de la remplacer par un square avec un quadruplement des voies entre Mantes et Clamart, via la ligne de Plaisir - Grignon à Épône - Mézières, afin de rediriger le trafic de grandes lignes de la Normandie vers Montparnasse.
Le projet de nouvelle gare est mis en œuvre en 1934, dans le cadre du plan Marquet qui prévoit aussi le quadruplement des voies entre Clamart et Versailles. Il est financé par une surtaxe sur les billets de chemins de fer. L'annexe est alors complétée par un faisceau d’arrivée en 1937 devant faire partie de la nouvelle gare. Pendant toute cette période, les quais de la gare historique, longs de 195 m ou 250 m, sont trop courts et obligent à utiliser deux quais pour certains trains qui sont alors formés/déformés en avant-gare. Le problème se manifestera aussi à la fin des années 1930 à la gare annexe du Maine (côté arrivée).
Toujours dans le cadre du plan Marquet et à la suite d'un décret ministériel du 21 novembre 1934, l’électrification de la ligne entre Le Mans et Paris en 1500 volts, qui est aussi l'occasion d’installer la signalisation par block automatique lumineux, est mise en service le 15 mai 1937 en s’inspirant largement de ce qui est déjà fait par la Compagnie du chemin de fer de Paris à Orléans. Dès lors, 23 locomotives de type 2D2 emmènent les trains rapides, 35 locomotives BB 900 tractent les autres trains de grandes lignes et ceux de marchandises, 5 automotrices Z 3800 assurent la desserte omnibus entre Chartres et Le Mans, et des automotrices double Z 3700, capables de rouler à la vitesse des rapides (130 km/h) afin d'optimiser l'usage du sillon horaire, effectuent la desserte de la grande banlieue. La desserte de la proche banlieue est alors assurée par du matériel venant de la ligne des Invalides et adapté pour la circulation sous 1 500 volts : 18 automotrices Z 3600 et 30 locotracteurs BB 800 utilisés en unité double encadrant des voitures à étage pour former des rames réversibles.
Dès 1936, la démolition de l'ancienne gare n'est plus à l'ordre du jour. Les années 1930 voient effectivement une baisse du trafic voyageurs et une montée de la concurrence automobile. Le plan initié par Dautry est considéré comme « ajourné » en 1941 et un nouveau projet prévoit alors quatre voies à quai dans la gare historique pour la banlieue et la démolition des voies et rampes ajoutée lors des travaux de 1898, ce afin de dégager les accès à cette gare. Il est alors prévu que les trains de grandes lignes soient reçus sur 11 voies à quais dans l'annexe du Maine, ce qui implique l'allongement des quais du faisceau d’arrivée alors permis par la reconstruction du pont de la rue du Château en 1940.
Vers la fin du XIXe siècle et au début du XXe siècle, elle accueille de nombreux Bretons arrivant par la ligne de la Compagnie de l'Ouest, pour trouver du travail. Ainsi, beaucoup d'entre eux s'installent dans les quartiers environnants qui deviennent ainsi le « fief » des Bretons de Paris (et des habitants originaires du nord-ouest de la France en général). C'est aussi une des gares d'où partent en vacances les Parisiens pour la côte Atlantique.
Fait marquant de la libération de Paris, c'est à la gare Montparnasse, où il a installé son poste de commandement, que le général Leclerc reçoit le 25 août 1944, à 15 h 30, la reddition du général von Choltitz, gouverneur militaire de la garnison allemande de la capitale, le 84e corps d'armée. Cet acte est contresigné par Henri Rol-Tanguy, chef régional des FTP-FFI (Francs-tireurs et partisans-Forces françaises de l'intérieur). Une heure plus tard, le général de Gaulle, chef du Gouvernement provisoire de la République française, arrive à la gare et se voit remettre par Leclerc l'acte de capitulation.
Dans la galerie ci-dessous, la première photo, prise ce même jour, montre le général de Gaulle et le général Leclerc, entourés de militaires français dont au premier plan à droite, de dos, « Chaban ». La deuxième photo (plaque 1) montre une plaque relatant le contexte de réception de l'acte de reddition ; elle est située à l'emplacement de la façade de l'ancienne gare. La troisième photo (plaques 2) montre des plaques en mémoire de la Libération de Paris et des agents SNCF de la gare, morts pendant le conflit.

Guerre, libération : mémoire et hommages
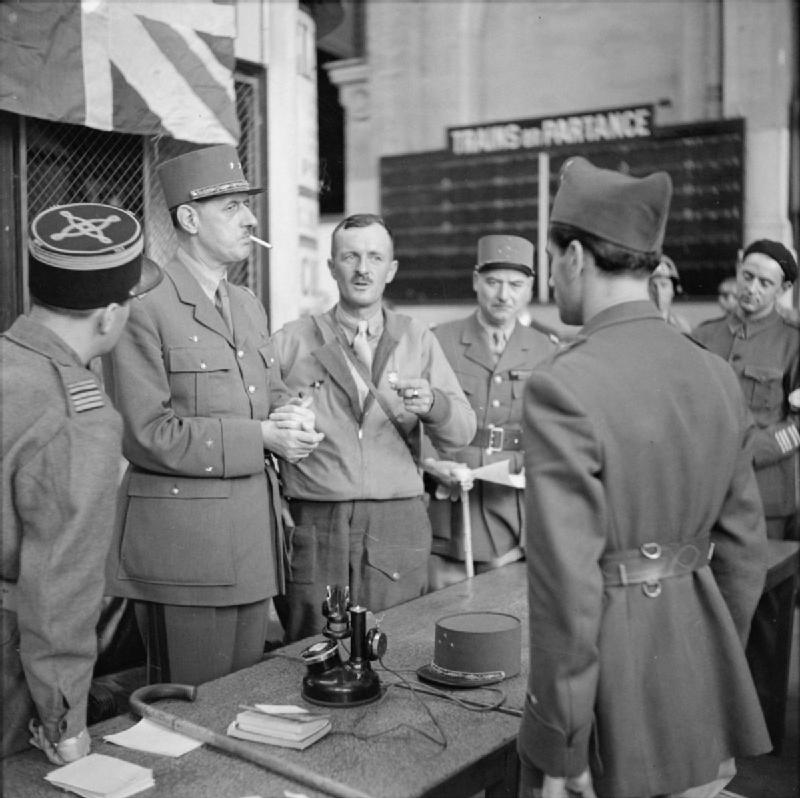
Le 25 août 1944.
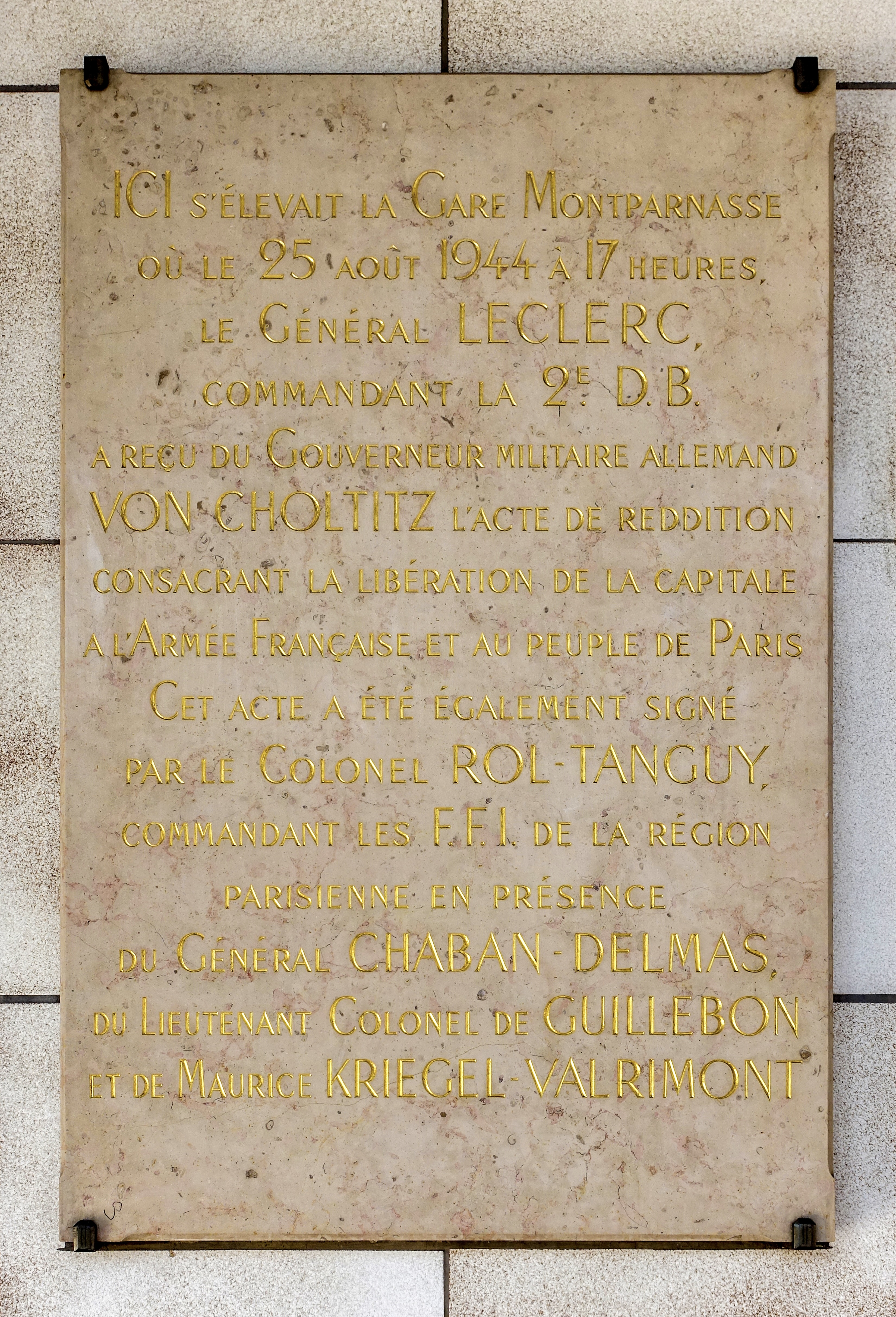
Plaque 1.
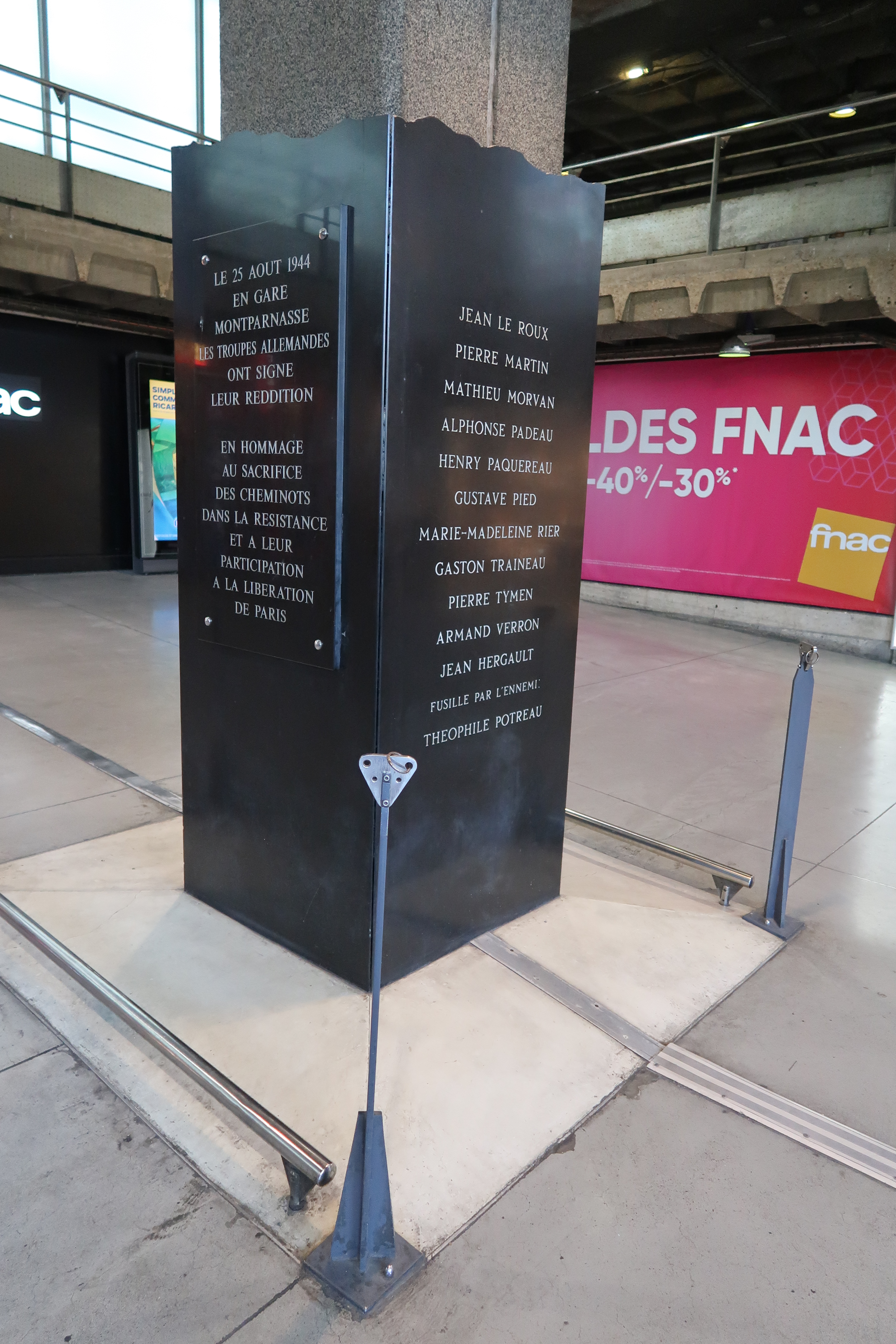
Plaques 2.

La « galerie des Marchands » de la gare comprenait un cinéma, le Cinéac-Montparnasse. Créé en 1933 par Reginald Ford, conçu par les architectes De Montaut et Gorska, il s'agit d'un cinéma d'actualités (nommé Cinéac-Le Journal jusqu'à la fin de la Seconde Guerre mondiale) ; il propose aussi des documentaires et des dessins animés. Il est doté de 541 places. Il ferme en 1966.

### Troisième gare

#### Nouvelle gare

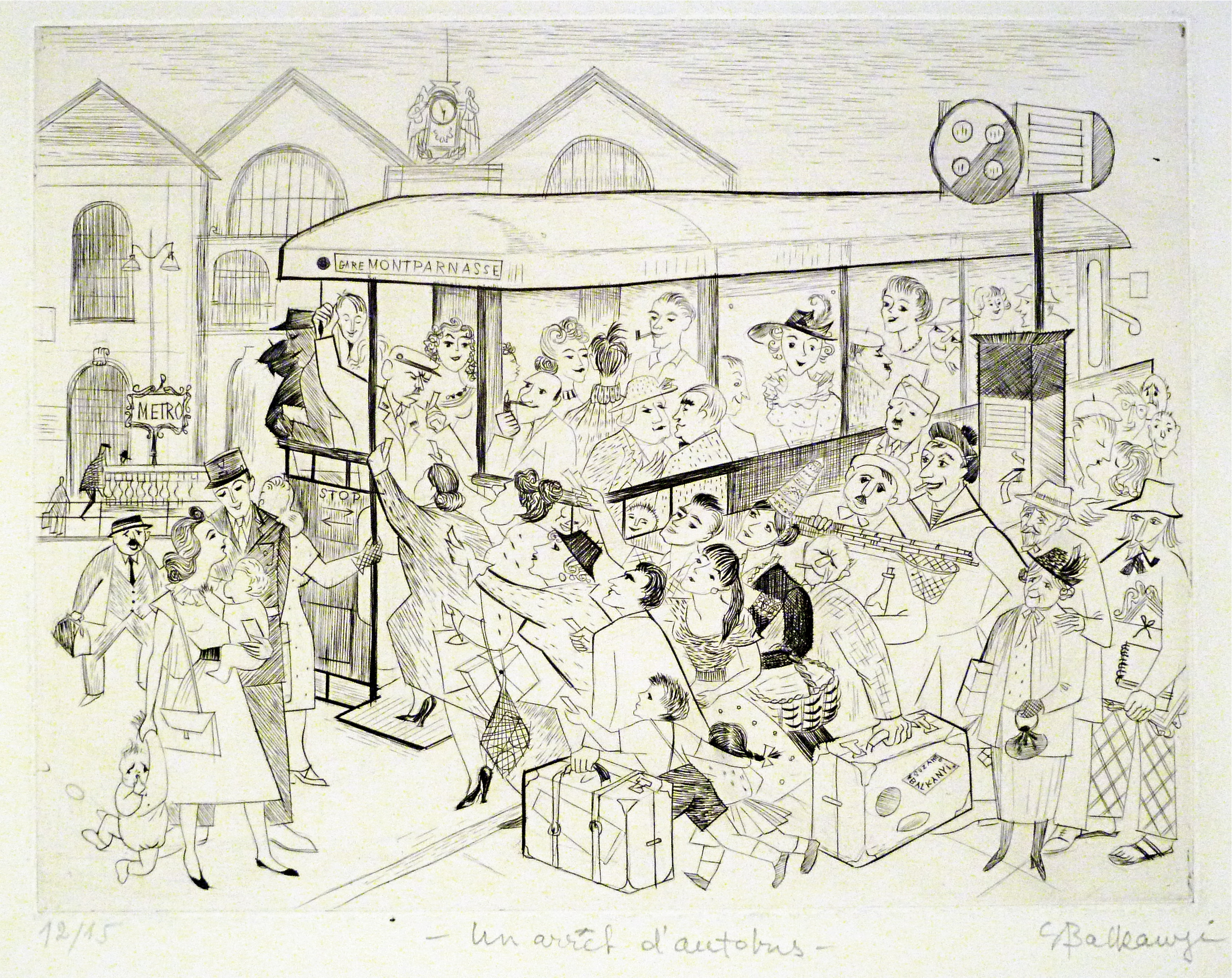
« Un Arrêt d'autobus » à la gare Montparnasse par Suzanne Balkanyi, vers 1952.

Dans les années 1960, la reconstruction de la gare est incluse dans une vaste opération de rénovation urbaine, du nom de Maine-Montparnasse, achevée au début des années 1970, et comprenant la nouvelle gare elle-même, un ensemble d'immeubles de bureaux et d'habitations de grande hauteur, la tour Montparnasse et ses bâtiments en base, ainsi qu'un gratte-ciel abritant l'hôtel Pullman Paris Montparnasse, sous cette appellation depuis 2011.
En remplacement de l'ancienne gare Montparnasse démolie en 1969, la nouvelle gare est conçue par les architectes Eugène Beaudouin, Urbain Cassan, Louis de Hoÿm de Marien, Raymond Lopez et Jean Saubot. Elle est construite sur l'emplacement de la gare du Maine, à quelques centaines de mètres en retrait par rapport au boulevard du Montparnasse, reprenant ainsi la configuration des projets d’extension déjà proposés dans les années 1930. Cette situation l'éloigne des stations des lignes 4 et 12 du métro, mais aussi de 400 m du parvis originel face à la rue de Rennes.
L'ensemble d'immeubles de bureaux et d'habitations de grande hauteur est organisé en forme de U, enserrant et dominant la nouvelle gare et la rendant totalement cachée de la voirie extérieure. La tour Montparnasse, le bâtiment C souvent désigné par le sigle CIT (pour Centre international du textile) et le bâtiment D ou tour Express, sont tous les trois construits sur l'emplacement de l'ancienne gare Montparnasse, avec à leur base un centre commercial ouvert en 1972, d'abord nommé Centre commercial Montparnasse, puis renommé Montparnasse Rive Gauche en 2015. 
Dès septembre 1969 est inaugurée, dans le sous-sol de la nouvelle gare, la chapelle Saint-Bernard-de-Montparnasse.

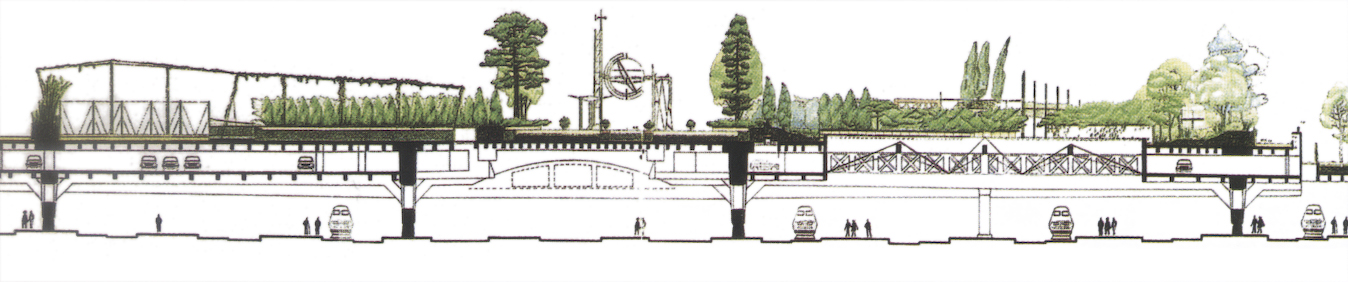
Dessin en coupe montrant l'étagement des quais de la gare, du parc de stationnement et de l'espace vert (le jardin Atlantique).

#### Évolutions depuis 1990

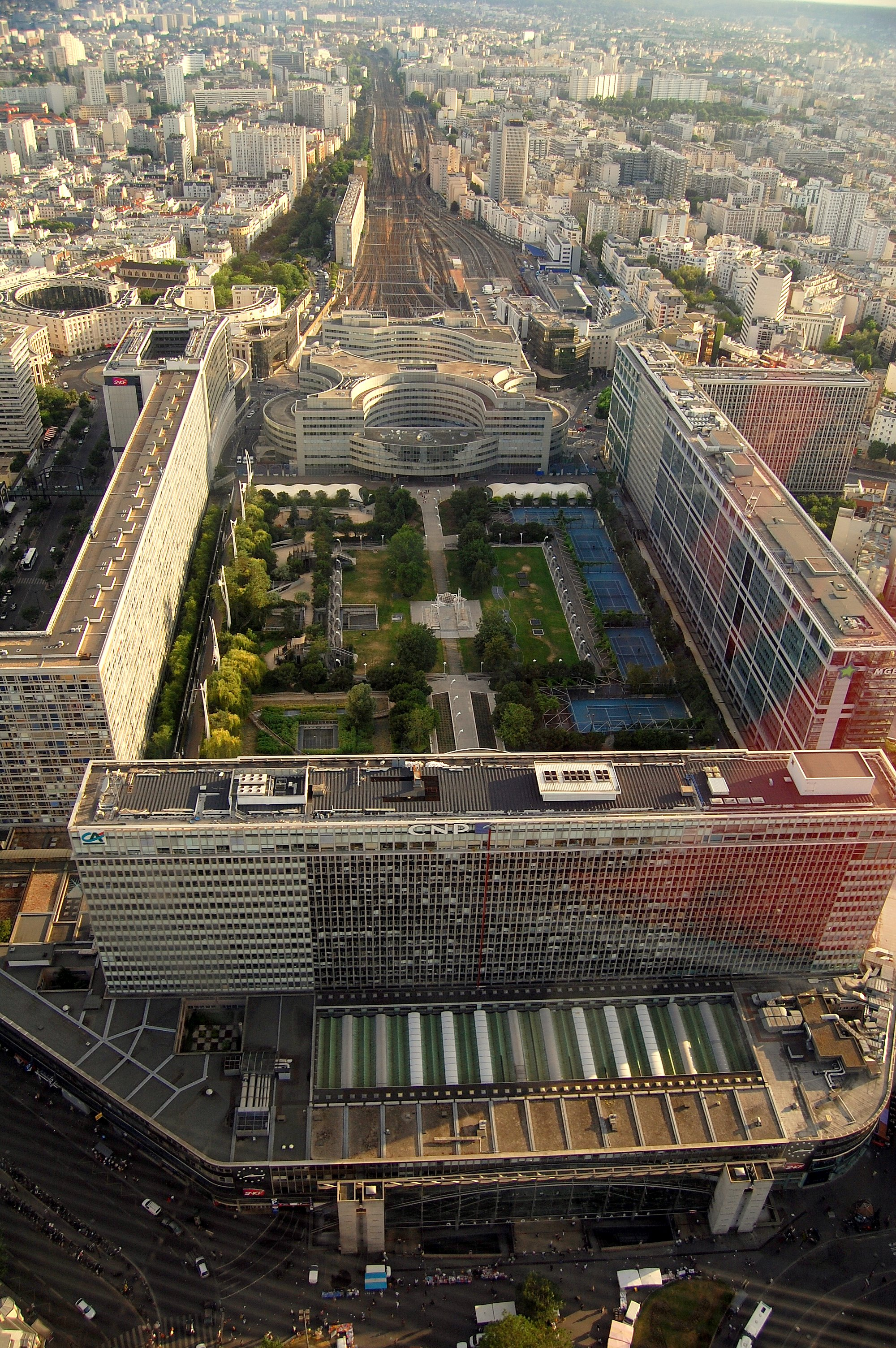
Vue, en 2008, depuis le haut de la tour Montparnasse.

Jusqu'en 1990, la gare Montparnasse est le point de départ vers le Grand Ouest. La mise en service de la LGV Atlantique accroît fortement le trafic, notamment par absorption d'une grande partie de celui de la gare d'Austerlitz vers le sud-ouest de la France. Une refonte de l'espace intérieur est inaugurée à cette occasion ; elle mêle une nouvelle façade de verre, appelée la « porte Océane » qui permet de mieux identifier la présence de la gare, et une architecture interne en béton. Une dalle est créée, recouvrant une grande partie des voies auparavant à l'air libre, et supportant un parc de stationnement avec, au-dessus, un espace vert appelé le jardin Atlantique créé entre un immeuble de bureaux et le musée Jean-Moulin. La gare ainsi réaménagée se développe sur plusieurs niveaux et, de ce fait, peut être difficile à appréhender au premier abord.
Du fait de la généralisation du TGV, tous les trains de nuit ont disparu de la gare Montparnasse.
En 2002, elle est la quatrième gare de Paris par son trafic total, qui représente environ 50 millions de voyageurs annuels en 2002.
Le 29 juin 2004, la gare reçoit la certification NF service, attribuée par l'Association française de normalisation (AFNOR). Cette certification, que la gare Montparnasse est la première à recevoir à Paris (mais la 16e en France) s'appuie sur un référentiel qui a été défini en commun avec la Fédération nationale des associations d'usagers des transports (Fnaut), la Fédération Léo-Lagrange (associations de consommateurs), l'association Régions de France (ARF) représentant les autorités organisatrices de transport et le Syndicat des transports d'Île-de-France (STIF). Le référentiel compte 45 engagements précis qui portent sur la standardisation du service rendu, sa fiabilité et l'orientation vers un esprit de service.
La gare Montparnasse est une gare pilote en matière d’accueil des handicapés. Le président Jacques Chirac s’y est rendu le jeudi 18 mai 2006 pour saluer les efforts de la SNCF en la matière.
Plusieurs incidents illustrent la fragilité des installations ferroviaires avec plusieurs problèmes d'aiguillage, de signalisation ou d'alimentation électrique entre 2016 et 2019, comme en juillet 2018 l'incendie d'un transformateur de RTE à Issy-les-Moulineaux. Pour limiter la gêne dans ces situations perturbées, la SNCF organise le départ de certains trains depuis la gare d'Austerlitz,,. La gare et ses abords (dont le technicentre Atlantique à Châtillon) sont alimentés par trois sous-stations électriques : deux à Vanves (une principale et une de secours) et la sous-station Ouest à Paris. La gare peut fonctionner avec une seule de ces trois sous-stations, mais elles sont toutes alimentées par le seul transformateur RTE d'Issy-les-Moulineaux.

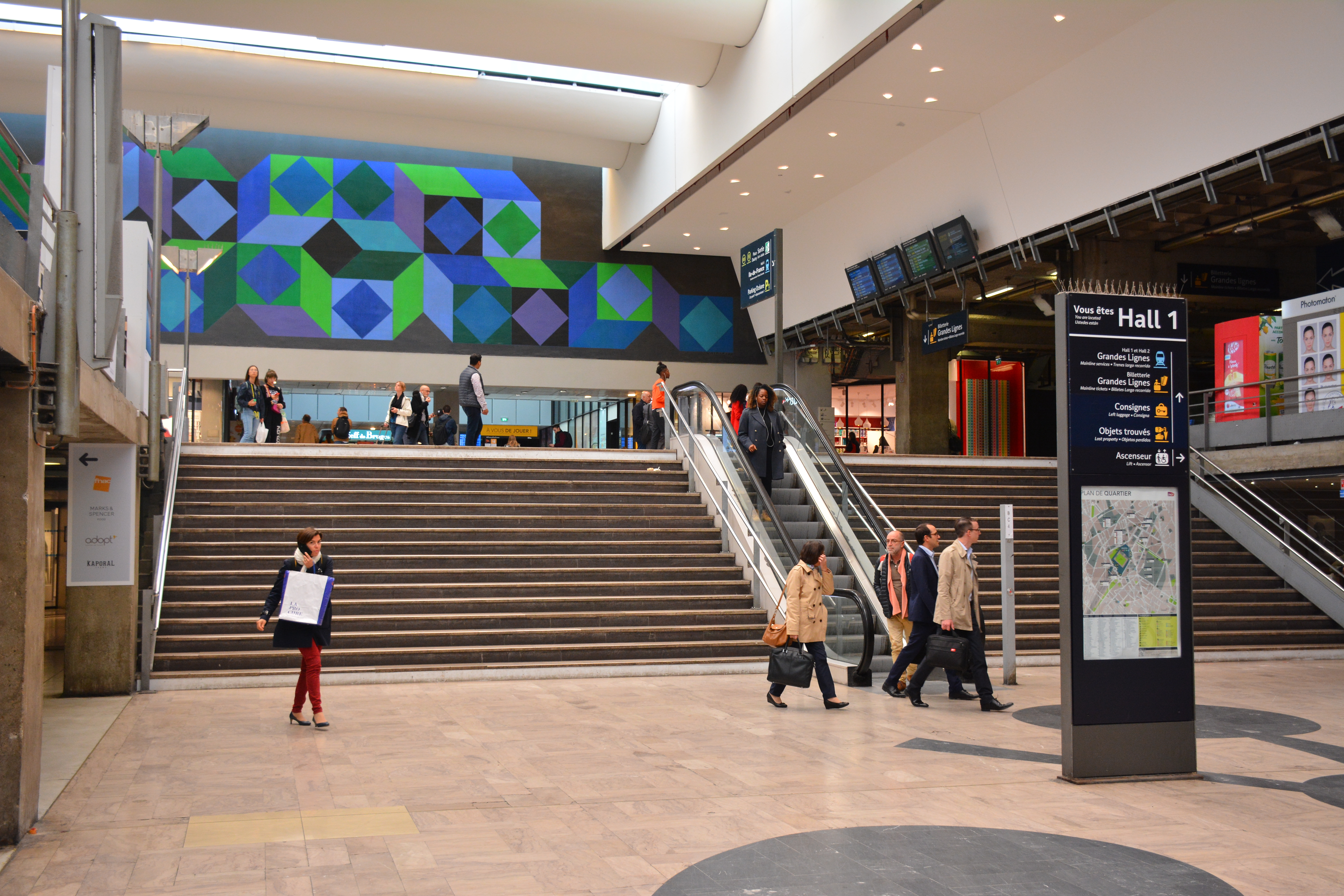
Travaux de rénovation et modernisation de la gare en 2021.

Le 24 septembre 2021, après quatre ans de travaux ayant coûté 150 millions d'euros, la gare réaménagée est inaugurée ; cette rénovation a notamment consisté en une réorganisation de l'espace, permettant le doublement de la surface consacrée aux commerces, restaurants et services, ainsi qu'une amélioration des flux de voyageurs. Le projet a été mené par le promoteur Altarea, qui exploitera la galerie commerciale pour une durée de trente ans contre une redevance globale de 340 millions d'euros.

### Plan aérien de la gare

Carte de la gare et de son environnement.
Vue aérienne du site.

## Fréquentation
De 2015 à 2023, selon les estimations de la SNCF, la fréquentation annuelle de la gare s'élève aux nombres indiqués dans le tableau ci-dessous.
| Année                      | 2015       | 2016       | 2017       | 2018       | 2019       | 2020       | 2021       | 2022       | 2023       |
| -------------------------- | ---------- | ---------- | ---------- | ---------- | ---------- | ---------- | ---------- | ---------- | ---------- |
| Voyageurs                  | 55 167 664 | 55 162 747 | 57 752 742 | 59 174 533 | 61 374 056 | 32 447 396 | 41 039 816 | 56 862 435 | 64 471 254 |
| Voyageurs et non voyageurs | 68 930 603 | 68 903 364 | 72 096 492 | 73 296 351 | 76 622 775 | 40 623 410 | 51 402 955 | 71 219 734 | 80 757 023 |

## Service des voyageurs

### Accueil
Pour la vente des billets, la gare comprend des guichets de vente et des distributeurs automatiques.
La SNCF a commencé à tester, à partir du 11 janvier 2016, des portillons d'accès sur les quais de Paris-Montparnasse utilisés par les TGV (ainsi que ceux de Marseille-Saint-Charles). Leur but est d'éviter la fraude.
La gare est composée de trois zones :
- Montparnasse I – Porte Océane : gare principale accessible depuis la place Raoul-Dautry et l'avenue du Maine, face à la tour Montparnasse, donnant accès au nord des quais principaux et reliée directement au métro ;
- Montparnasse II – Pasteur : la zone Pasteur ou « gare Pasteur » donnant accès au sud des quais principaux, accessible par une voie dépose-minute pour les automobiles et les taxis, ainsi que par des tapis roulants situés sur le quai de la voie 24 ;
- Montparnasse III – Vaugirard : la zone Vaugirard ou « gare Vaugirard » située au 7, rue du Cotentin à la jonction de la place des Cinq-Martyrs-du-Lycée-Buffon et du boulevard Pasteur, accessible également depuis la gare principale par les mêmes tapis roulants du quai de la voie 24. Elle possède cinq voies en cul-de-sac, non reliées aux voies des zones ci-dessus. En général, cette gare est affectée aux trains en provenance ou à destination d'Argentan ou de Granville. Elle a également servi, à partir du 10 décembre 2017, aux trains Ouigo depuis ou vers Bordeaux-Saint-Jean, Nantes et Rennes ; depuis le 9 décembre 2018, ces mêmes trains utilisent les zones I et II[97].

### Desserte

Les différentes zones desservies en fonction de la gare parisienne d'origine (en 2014) ; celle de la gare Montparnasse est en vert (exclusivement), en jaune-vert (avec Saint-Lazare) ou en kaki (avec Austerlitz).

La gare compte 28 voies à quai, ainsi que des voies de service, qui sont affectées aux trains suivants :
- de 1 à 9 : TGV inOui et Ouigo ;
- de 10 à 17 : Transilien N ;
- de 18 à 24 : TER Centre-Val de Loire, TGV inOui et Ouigo ;
- 25 à 28 : TER Centre-Val de Loire et TER Normandie.

Les voies sous la dalle sont réservées aux trains à traction électrique (c'est-à-dire les voies 1 à 22 ou 23).

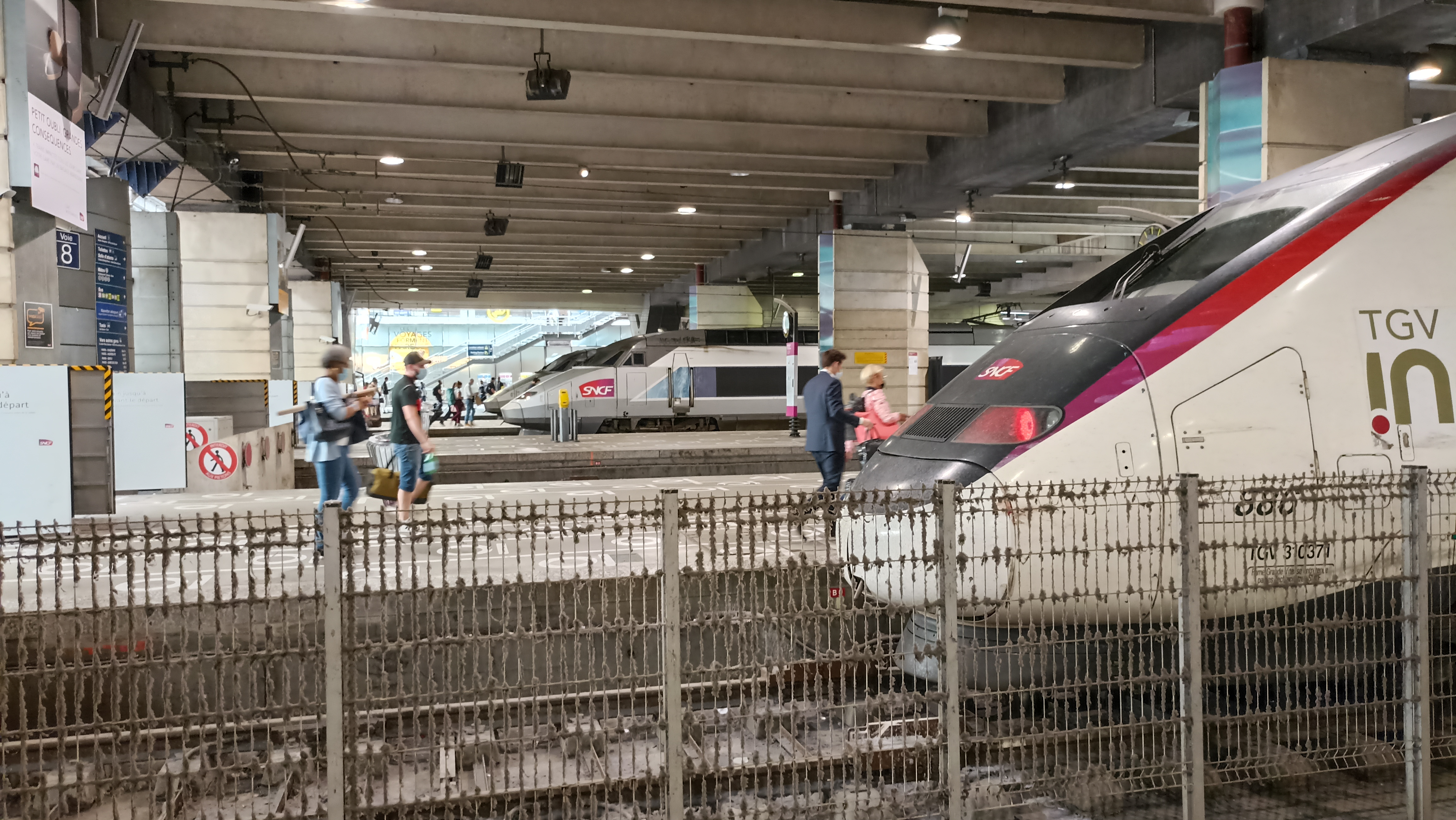
Vue sur une série de TGV.

Les trains de grandes lignes au départ ou à l'arrivée de la gare Montparnasse ont principalement pour origine, ou destination, les villes situées dans le Grand Ouest et du Sud-Ouest. Ainsi, les régions françaises desservies sont :
- la Normandie (ligne de Paris à Granville), par TER Normandie ;
- la Bretagne (Rennes, Redon, Saint-Malo, Guingamp, Lamballe, Morlaix, Plouaret, Saint-Brieuc, Brest, Lannion, Vannes, Auray, Lorient, Quimperlé, Rosporden, Quimper), par TGV ;
- les Pays de la Loire, par TER (Le Mans) et TGV (Le Mans, Laval, Nantes, Angers, La Roche-sur-Yon, Les Sables-d'Olonne, Saint-Nazaire, Pornichet, La Baule-Escoublac, Le Pouliguen, Le Croisic) ;
- le Centre-Val de Loire, par TER Centre-Val de Loire (Nogent-le-Rotrou et Chartres) et par TGV (Vendôme-TGV, Saint-Pierre-des-Corps et Tours) ;
- la Nouvelle-Aquitaine (Châtellerault, Futuroscope, Poitiers, Niort, La Rochelle, Angoulême, Bordeaux, Arcachon, Libourne, Agen, Dax, Orthez, Bayonne, Biarritz, Saint-Jean-de-Luz, Hendaye et Pau), par TGV ;
- l'Occitanie (Toulouse, Montauban, Lourdes et Tarbes), par TGV.

Vers les pays étrangers, les trains desservent, par correspondance avec le TGV à Hendaye :
- l'Espagne, vers Irun, Saint-Sébastien et Madrid ;
- le Portugal, par la liaison Sud-Express.

Les TGV circulent à grande vitesse (300 km/h) sur la voie qui leur est dédiée, sur environ 200 km au départ de Paris (LGV Atlantique), avant de rejoindre soit la LGV Bretagne-Pays de la Loire pour les lignes vers l'ouest, soit la LGV Sud Europe Atlantique pour celles vers le sud-ouest, à la vitesse de 320 km/h, puis les lignes classiques modernisées sur lesquelles ils peuvent atteindre, par endroits, jusqu'à 220 km/h.
Enfin, les trains de banlieue (Transilien N) desservent une ligne comportant plusieurs embranchements, vers Dreux, Rambouillet et Mantes-la-Jolie, avec un tronc commun jusqu'à Saint-Cyr par Versailles-Chantiers.

### Intermodalité
Le métro est accessible directement par le rez-de-chaussée du grand hall à la station Montparnasse - Bienvenüe des lignes 4, 6, 12 et 13. Les lignes 6 et 13, desservant la station anciennement dénommée Bienvenüe (place Raoul-Dautry), sont les plus proches. En revanche, les lignes 4 et 12, desservant la station anciennement dénommée Montparnasse (boulevard du Montparnasse) sont plus éloignées et reliées à la gare par un long couloir construit à la fin des années 1930, qui est équipé ensuite d'un tapis roulant pour atténuer l'effet de distance.
En différents points de la voirie autour de la gare, existent des arrêts des lignes 28, 39, 58, 59, 82, 88, 89, 91, 92, 94, 95 et 96 du réseau de bus RATP et, la nuit, des lignes N01, N02, N12, N13, N61, N62, N63, N66, N160, N161 et N162 du réseau de bus Noctilien.

## Service des marchandises
Son annexe, la gare de Paris-Vaugirard, est ouverte au trafic du fret, le service étant limité aux transports sur installations terminales embranchées par train massif,.

## Tourisme
La gare en elle-même est à visiter ; dans le hall principal, sont installées de grandes compositions murales Op art du peintre Victor Vasarely, tandis que le jardin Atlantique est implanté sur une dalle au-dessus des voies. Jusqu'en 2019, celle-ci abritait un ensemble muséographique sur la Résistance, constitué par le musée du Général Leclerc de Hauteclocque et de la Libération de Paris - musée Jean-Moulin, double musée consacré à ces deux personnalités ; ce musée a été déménagé en 2019 pour être réinstallé dans un bâtiment de la place Denfert-Rochereau.
À proximité de la gare, on peut voir :
- à l'est : le quartier du Montparnasse et ses lieux de loisirs (cinémas, théâtres, etc.) ;
- au nord-ouest : le musée de La Poste, au 34 boulevard de Vaugirard ;
- au nord-est : la tour Montparnasse, dont la terrasse et le 56e étage, seuls espaces ouverts au public, permettent d'observer un panorama sur Paris.

## Films tournés à la gare Montparnasse
- 1962 : Cléo de 5 à 7 d'Agnès Varda. Scène du chargement des bobines de film dans la voiture.
- 1971 : Du côté d'Orouët de Jacques Rozier. Peu après le début du film (vers 6'30), les deux héroïnes traversent l'une des plateformes de la gare et prennent un escalator pour rejoindre leur train, qui les emmène sur la côte Atlantique.
- 1986 : Maine Océan (Jacques Rozier). Au début du film, Dejanira (Rosa-Maria Gomes) court du hall de la gare vers le quai du train rapide « Maine-Océan », dont le départ est imminent.
- 1987 : Quatre Aventures de Reinette et Mirabelle (Éric Rohmer). Dans le troisième conte, Le Mendiant, le cleptomane, l'arnaqueuse, l'arnaqueuse (Marie Rivière) aborde Reinette (Joëlle Miquel) dans le hall de la gare pour lui demander de l'argent, afin prétendument d'acheter son titre de transport.
- 1998 : Le Dîner de cons. François Pignon (Jacques Villeret) et Jean Cordier (Edgar Givry) arrivent à la gare au début du film.
- 2000 : Meilleur Espoir féminin. Gérard Jugnot va se changer dans les toilettes de la gare et y croise un sans-abri interprété par Ticky Holgado.
- 2001 : La Tour Montparnasse infernale. Vers la fin du film, un hélicoptère s'écrase sur la façade vitrée de la gare (porte Océane) ; ses occupants en ressortent indemnes.
- 2005 : Non ma fille, tu n'iras pas danser.
- 2007 : Hitman (Xavier Gens). Une partie d'une des scènes est censée se passer dans une gare de Saint-Pétersbourg, qui n'est autre que la gare Montparnasse.
- 2011 : Hugo Cabret (Martin Scorsese). Le film présente une reconstitution approximative de la gare dans les années 1920 en s'inspirant de documents d'époque et surtout de la gare du Nord[103].
- 2013 : Manipulations (Laurent Herbiet). Une scène y est tournée[Laquelle ?].
- 2014 : Mea Culpa (Fred Cavayé) : À la 63e minute du film, la scène de départ sur le quai est tournée à la gare de Paris-Montparnasse, mais est censée se dérouler à la gare de Toulon.
- 2016 : Victoria (Justine Triet). Deux plans de l'entrée principale dite Porte Océane sont visibles lors d'un déplacement de l'héroïne à Nantes.

## Dans la culture populaire
- La gare Montparnasse figure comme une case dans la version originelle française du jeu de société Monopoly.
- Garmonparnas est le nom d'un magistrat olympique grec, dans l'album de bande dessinée Astérix aux Jeux olympiques.
- Dans la chanson Il est cinq heures, Paris s'éveille de Jacques Dutronc, le parolier Jacques Lanzmann cite la destruction de l'ancienne gare Montparnasse, durant la seconde moitié des années 1960 : « et, sur le boulevard Montparnasse, la gare n'est plus qu'une carcasse ».

Pour ce qui concerne l'accident ferroviaire de la gare Montparnasse dans la culture, voir cette section.

## Galeries de photographies

Extérieur
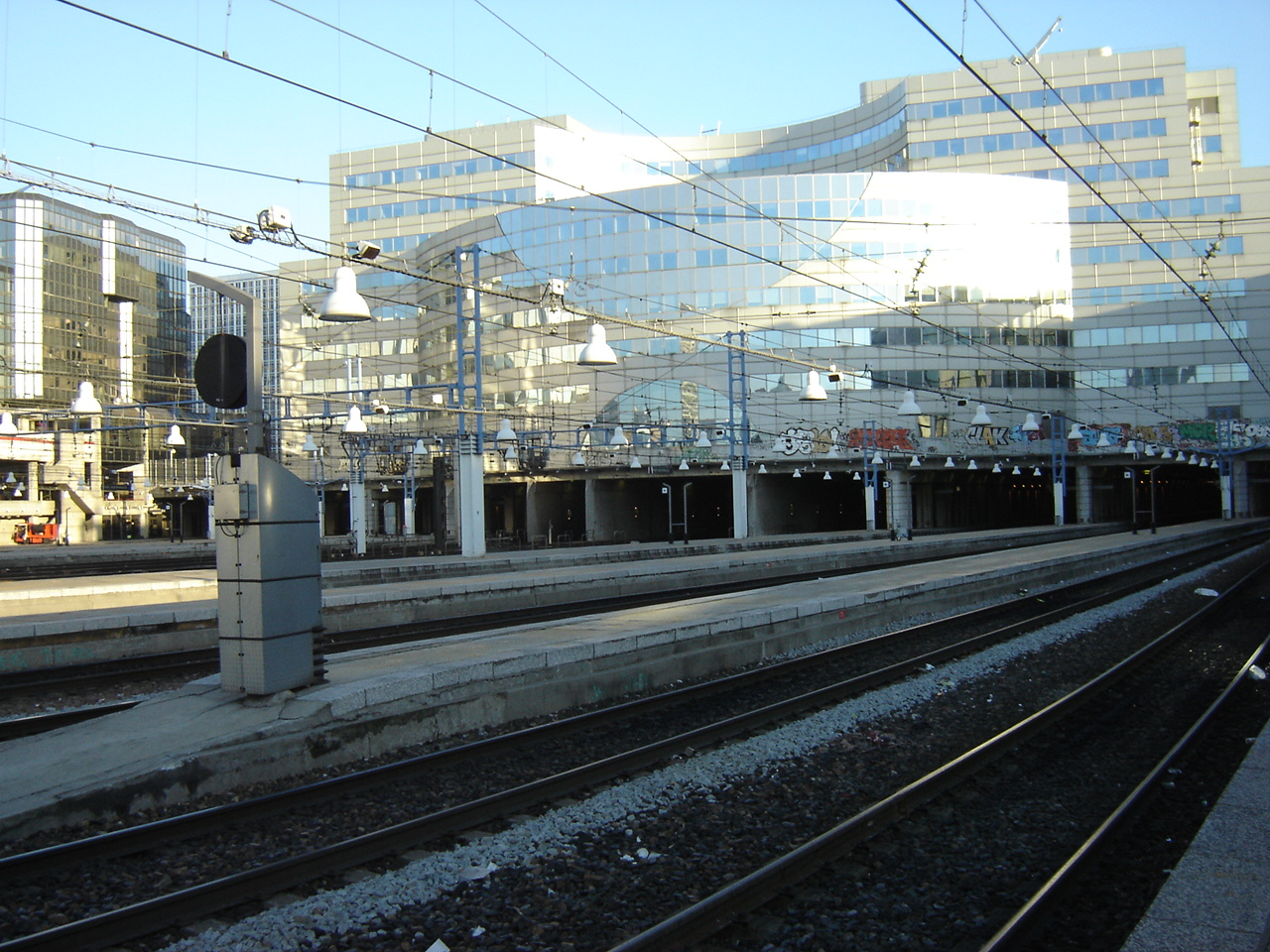
Les quais côté voies 1 à 9.
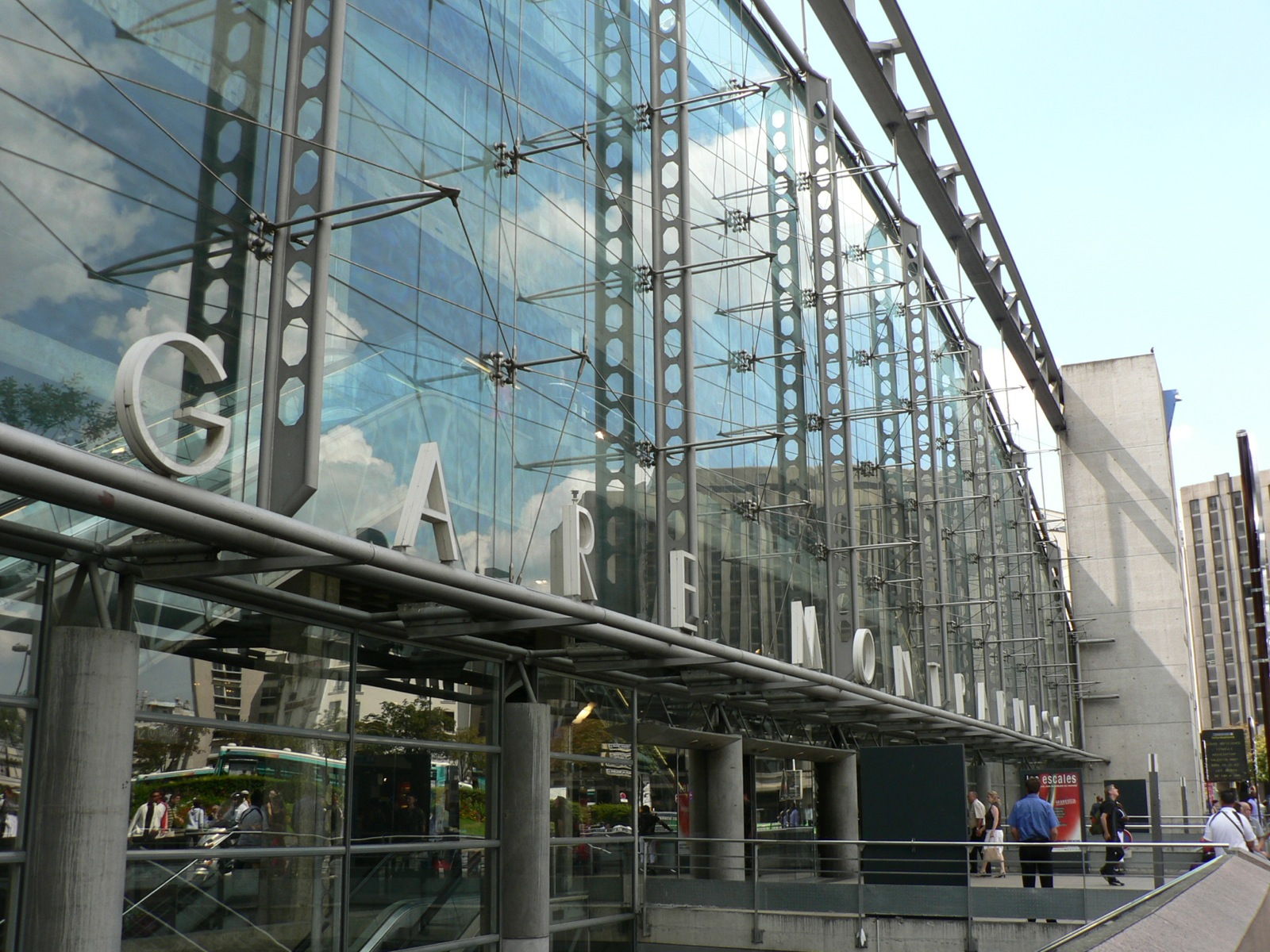
L'entrée principale dite « Porte Océane ».
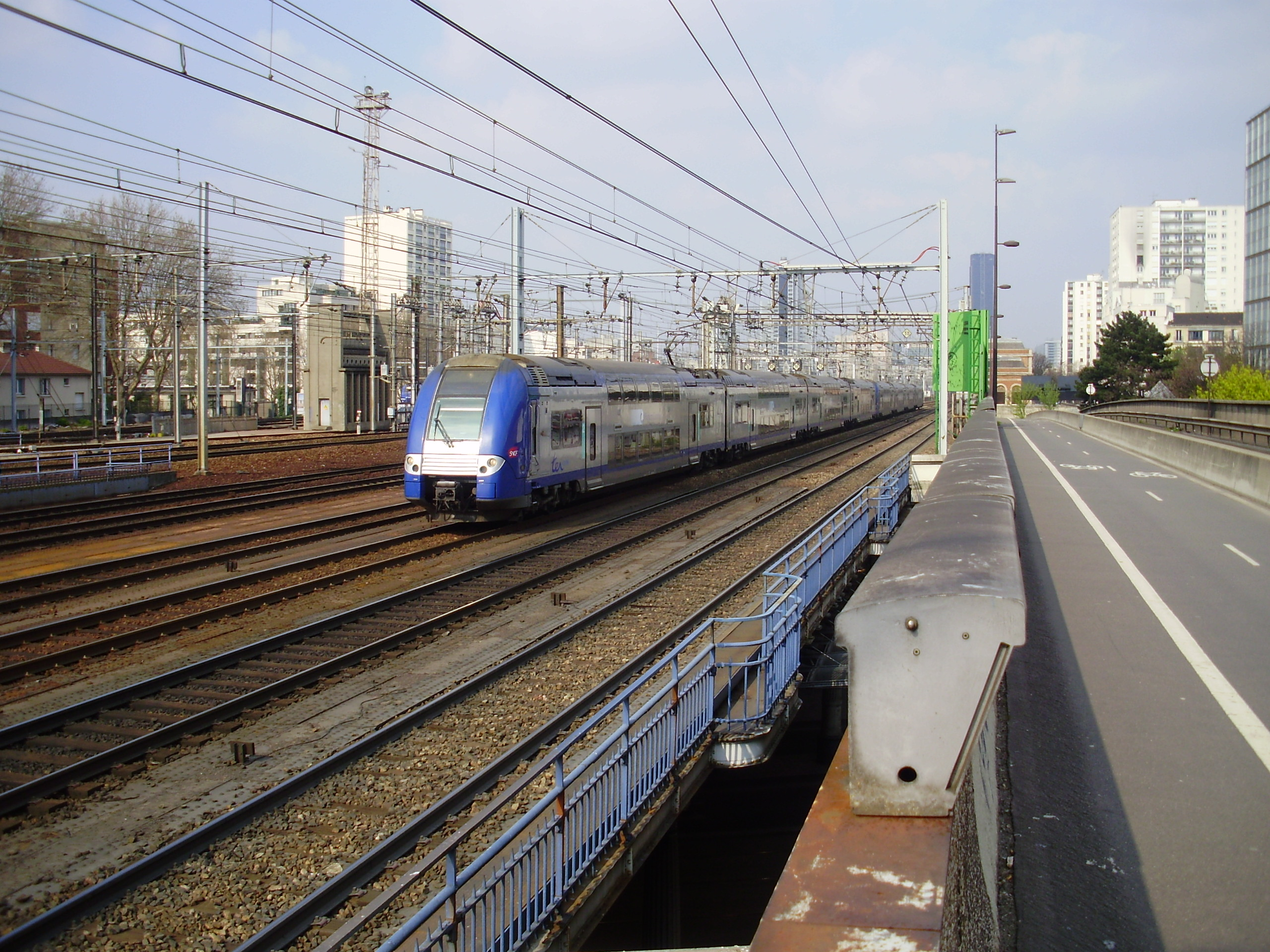
Une rame Z 26500 quittant la ligne droite vers la gare Montparnasse.
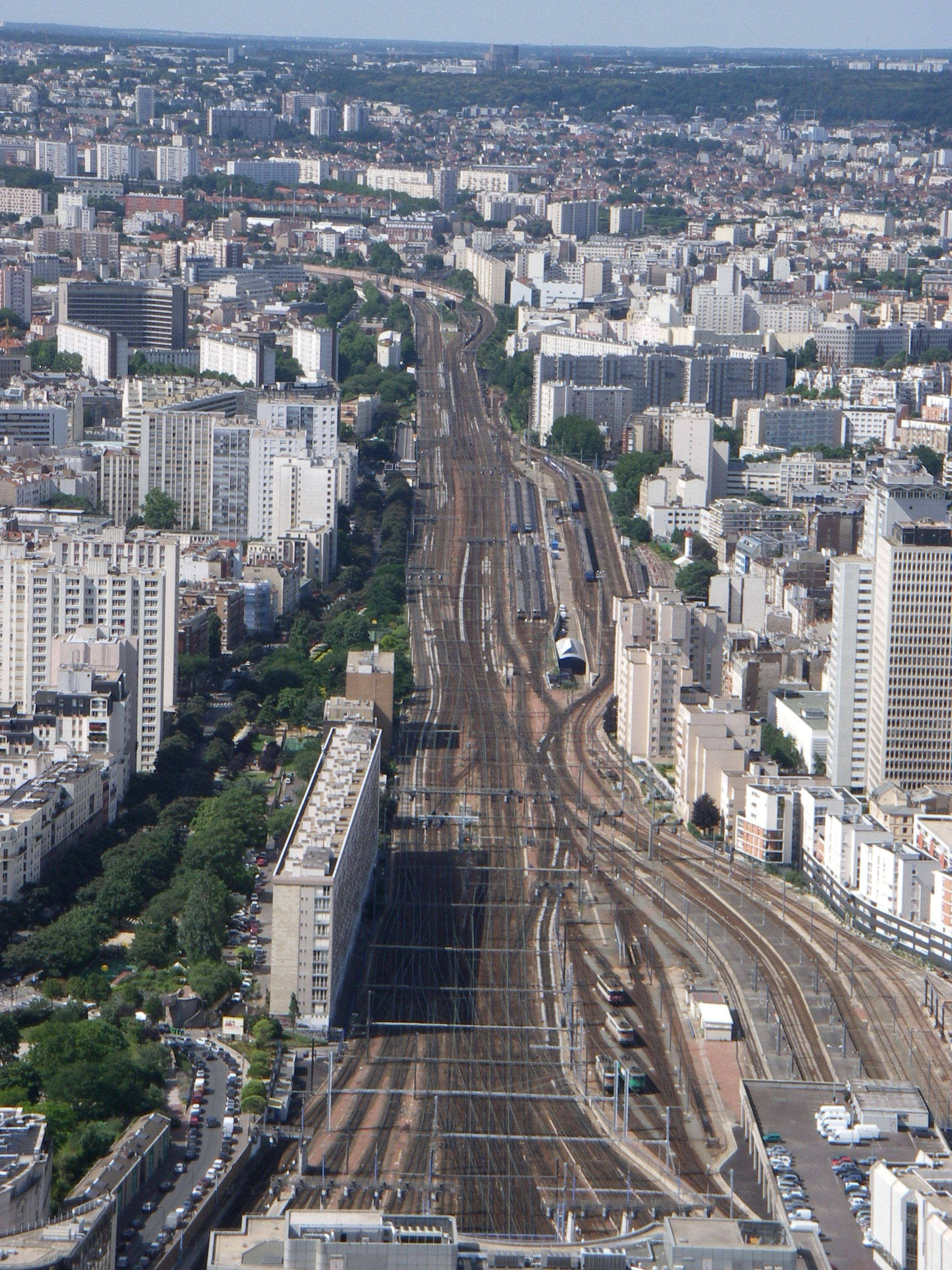
Vue générale des voies après la sortie de la gare.

Intérieur
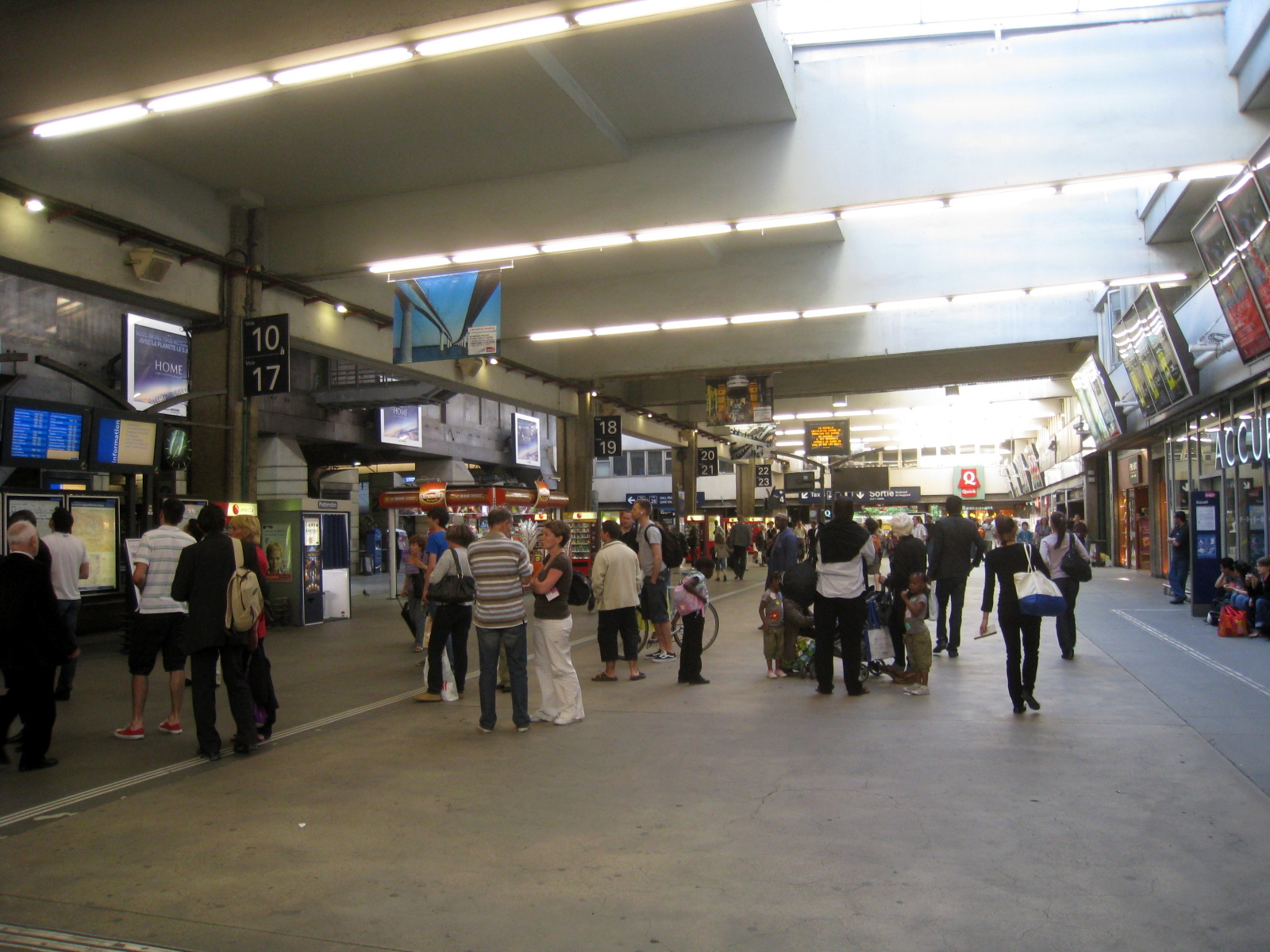
Le quai transversal de la zone « Porte Océane ».
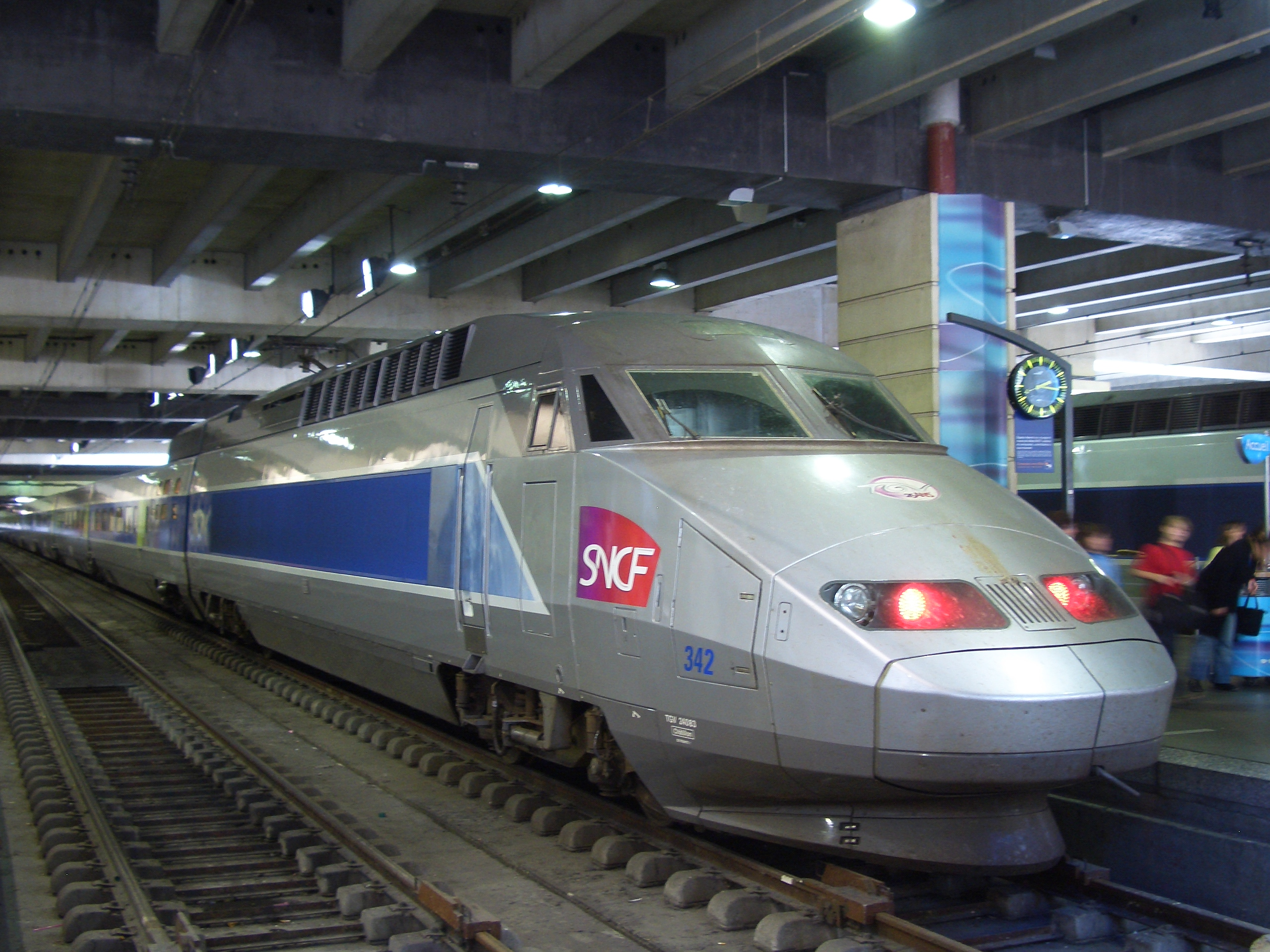
Un TGV à quai.
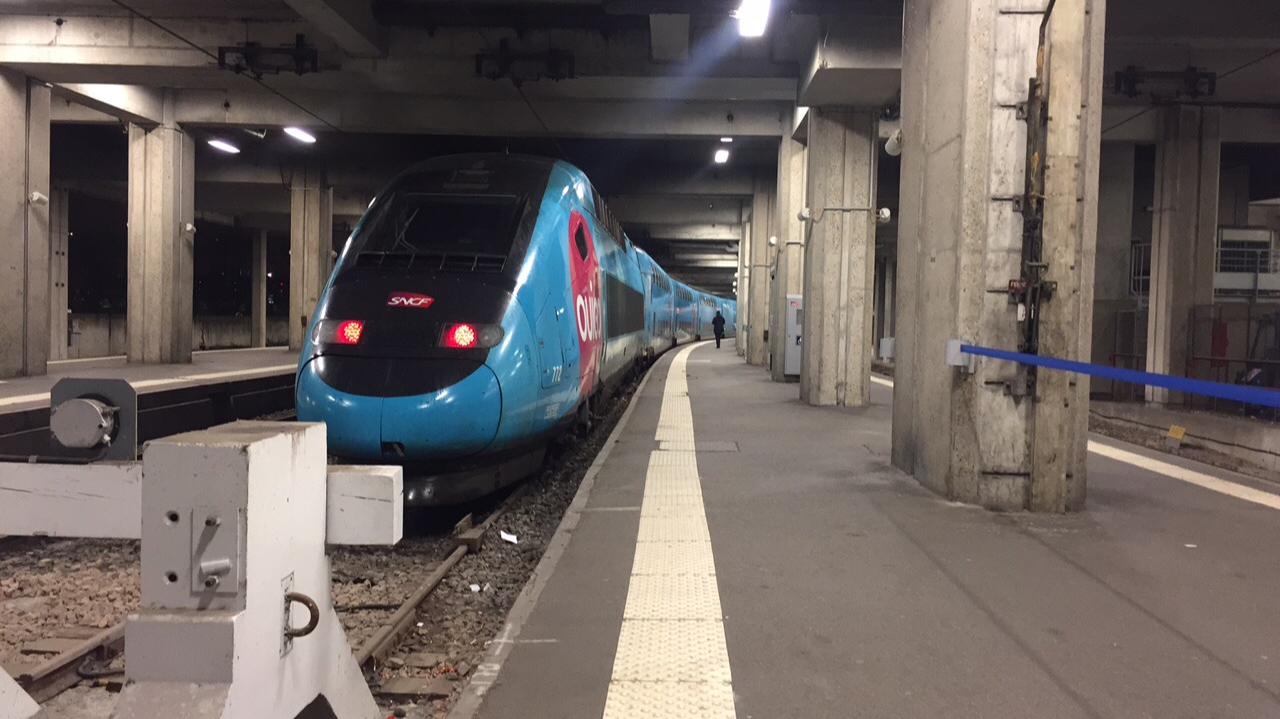
Une rame Ouigo à quai, dans la partie Vaugirard.
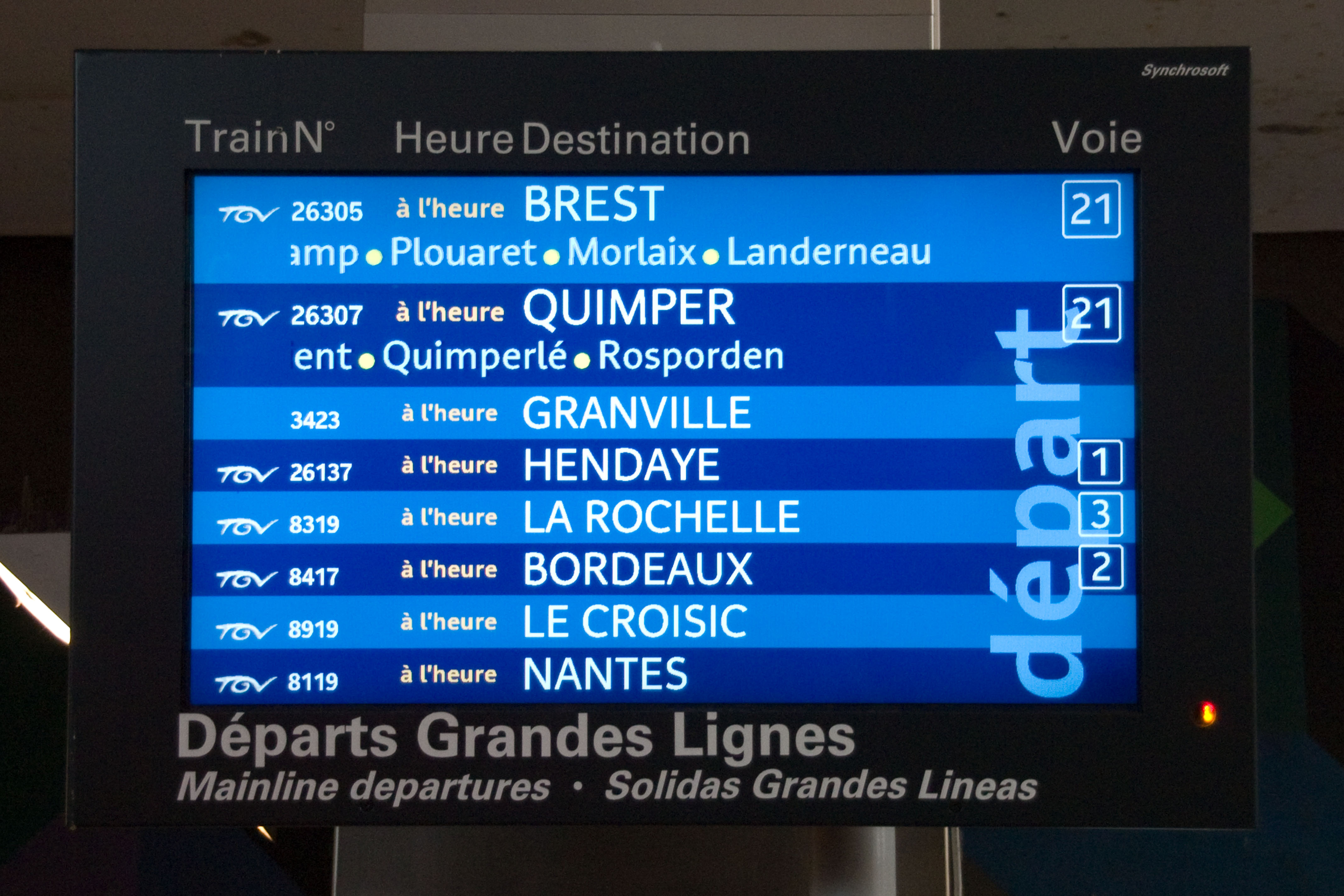
Un écran d'affichage des prochains départs des trains de grandes lignes (système CATI).